# Lijst van rijksmonumenten in Groningen (stad)/Binnenstad
De binnenstad van Groningen telt 398 inschrijvingen in het rijksmonumentenregister; hieronder een overzicht.
| Object | Oorspronkelijke functie?      | Bouwjaar | Architect                                                                                          | Locatie                                                                             | Coördinaten?                  | Nr.?   | Afbeelding                                                                              |
| --- | ----------------------------- | --- | -------------------------------------------------------------------------------------------------- | ----------------------------------------------------------------------------------- | ----------------------------- | ------ | --------------------------------------------------------------------------------------- |
| Korenbeurs | Handel en kantoor             | 1862-'65 | J.G. van Beusekom                                                                                  | Akerkhof 1                                                                          | 53° 13' 0" NB, 6° 33' 49" OL  | 18415  | Meer afbeeldingen                                                                       |
| Pand met vier traveeën (Claudia Sträter)                                                                                    | Woonhuis                      | middeleeuwen | | Akerkhof 11                                                                         | 53° 13' 2" NB, 6° 33' 47" OL  | 18416  | Meer afbeeldingen                                                                       |
| Pand met drie traveeën (Sissy Boy)                                                                                          | Woonhuis                      | 15e/16e eeuw late 18e/vroege 19e eeuw (gevel) eind 19e/begin 20e eeuw (verb.) 1923 (pui)                                                             | | Akerkhof 13                                                                         | 53° 13' 2" NB, 6° 33' 47" OL  | 18417  | Meer afbeeldingen                                                                       |
| Pand met drie traveeën (Junior Shop)                                                                                        | Woonhuis                      | 16e eeuw of eerder 1930 (pui) | H. Rots (pui)                                                                                      | Akerkhof 15                                                                         | 53° 13' 1" NB, 6° 33' 47" OL  | 18418  | Meer afbeeldingen                                                                       |
| Pand met klokgevel | Woonhuis                      | 15e eeuw | | Akerkhof 17                                                                         | 53° 13' 2" NB, 6° 33' 46" OL  | 18419  | Meer afbeeldingen                                                                       |
| Hoekpand (Tabaksspeciaalzaak A-Kerk)                                                                                        | Werk-woonhuis                 | middeleeuwen (oorspr.) verm. 16e/17e eeuw (kelder achter) 18e eeuw (herb.)                                                                           | | Akerkhof 31                                                                         | 53° 13' 1" NB, 6° 33' 44" OL  | 18420  | Meer afbeeldingen                                                                       |
| Smal pand onder zadeldak (Bakker, de rappe schoenlapper)                                                                    | Woonhuis                      | middeleeuwen (oorspr.) 18e eeuw (herb.) | | Akerkhof 33                                                                         | 53° 13' 1" NB, 6° 33' 44" OL  | 18421  | Meer afbeeldingen                                                                       |
| Pand onder diep zadeldak (Eyes + More)                                                                                      | Woonhuis                      | 1651 | | Akerkhof 49                                                                         | 53° 13' 1" NB, 6° 33' 41" OL  | 18422  | Meer afbeeldingen                                                                       |
| Der Aa-kerk | Kerk en kerkonderdeel         | 13e eeuw | | Akerkhof 2                                                                          | 53° 12' 59" NB, 6° 33' 45" OL | 18423  | Meer afbeeldingen                                                                       |
| Toren der Aa-kerk | Kerk en kerkonderdeel         | 1710-'12 | | Akerkhof 2                                                                          | 53° 12' 59" NB, 6° 33' 43" OL | 18424  | Meer afbeeldingen                                                                       |
| Poortje | Erfscheiding                  | 1683 | | tussen Akerkhof 8 en 10                                                             | 53° 12' 59" NB, 6° 33' 49" OL | 18425  | Meer afbeeldingen                                                                       |
| Lamme Huiningegasthuis, pomp in tuin                                                                                        | Sociale zorg, liefdadigh.     | 1729 1763 (restauratie) | | A-Kerkstraat 2                                                                      | 53° 13' 4" NB, 6° 33' 44" OL  | 18426  | Meer afbeeldingen                                                                       |
| Pand van drie traveeën breed (de Tafelaar)                                                                                  | Woonhuis                      | 15e eeuw | | Brugstraat 11                                                                       | 53° 12' 60" NB, 6° 33' 39" OL | 18430  | Meer afbeeldingen                                                                       |
| Pand met rechte kroonlijst (Cave Oporto)                                                                                    | Woonhuis                      | 17e eeuw (gevel) | | Brugstraat 17                                                                       | 53° 12' 60" NB, 6° 33' 37" OL | 18431  | Meer afbeeldingen                                                                       |
| Sociëteit Albertus Magnus                                                                                                   | Woonhuis                      | 19e eeuw (casco is ouder) | | Brugstraat 8                                                                        | 53° 12' 59" NB, 6° 33' 39" OL | 18432  | Meer afbeeldingen                                                                       |
| Het Gotisch Huis (Scheepvaartmuseum)                                                                                        | Werk-woonhuis                 | 15e eeuw | | Brugstraat 24                                                                       | 53° 12' 59" NB, 6° 33' 37" OL | 18433  | Meer afbeeldingen                                                                       |
| Canterhuis (Scheepvaartmuseum)                                                                                              | Woonhuis                      | 15e eeuw | | Brugstraat 26                                                                       | 53° 12' 59" NB, 6° 33' 36" OL | 18434  | Meer afbeeldingen                                                                       |
| Hoekpand met twee verdiepingen                                                                                              | Woonhuis                      | 16e eeuw 18e eeuw (gevel) | | Brugstraat 30                                                                       | 53° 12' 59" NB, 6° 33' 35" OL | 18435  | Hoekpand met twee verdiepingen                                                          |
| Pand met twee verdiepingen en schilddak                                                                                     | Woonhuis                      | 18e eeuw | | Brugstraat 32 Kleine der Aa 1                                                       | 53° 12' 59" NB, 6° 33' 35" OL | 18436  | Meer afbeeldingen                                                                       |
| Pakhuis (Laif en Nuver) | Opslag                        | 16e eeuw | | Bruine Ruiterstraat 10 Gedempte Zuiderdiep 39                                       | 53° 12' 55" NB, 6° 34' 4" OL  | 18437  | Meer afbeeldingen                                                                       |
| Witgepleisterd pakhuis | Opslag                        | 17e eeuw | | Burchtstraat 2 Kleine Gelkingestraat 2                                              | 53° 12' 57" NB, 6° 34' 11" OL | 18438  | Meer afbeeldingen                                                                       |
| Groot pakhuis onder zadeldak                                                                                                | Opslag                        | | | Burchtstraat 8                                                                      | 53° 12' 58" NB, 6° 34' 13" OL | 18439  | Meer afbeeldingen                                                                       |
| Pand met klokgevel (Lily & Rose)                                                                                            | Woonhuis                      | 1745 | | Folkingestraat 7                                                                    | 53° 12' 59" NB, 6° 33' 51" OL | 18451  | Meer afbeeldingen                                                                       |
| Synagoge | Kerk en kerkonderdeel         | 1906 | T. Kuipers Y. van der Veen                                                                         | Folkingestraat 60                                                                   | 53° 12' 53" NB, 6° 33' 55" OL | 18452  | Meer afbeeldingen                                                                       |
| Jacob en Annagasthuis | Sociale zorg, liefdadigh.     | 1489 | | Gasthuisstraatje 2                                                                  | 53° 13' 9" NB, 6° 33' 30" OL  | 18453  | Meer afbeeldingen                                                                       |
| Westerpakhuis | Opslag                        | 18e eeuw | | Gasthuisstraatje 9                                                                  | 53° 13' 10" NB, 6° 33' 31" OL | 18454  | Meer afbeeldingen                                                                       |
| Panden met twee verdiepingen (De vergulde pomp)                                                                             | Woonhuis                      | | | Gedempte Kattendiep 15                                                              | 53° 13' 0" NB, 6° 34' 20" OL  | 18455  | Meer afbeeldingen                                                                       |
| Laag dwars pand (Cervantes)                                                                                                 | Werk-woonhuis                 | 18e eeuw | | Gedempte Kattendiep 23                                                              | 53° 13' 1" NB, 6° 34' 21" OL  | 18456  | Laag dwars pand (Cervantes)                                                             |
| Hoekpand met forse kroonlijst (Akropolis)                                                                                   | Werk-woonhuis                 | 1850-1900 (gevel) | | Gelkingestraat 21                                                                   | 53° 13' 2" NB, 6° 34' 6" OL   | 18457  | Meer afbeeldingen                                                                       |
| Drie traveeën breed onderkelderd hoekpand (De Stijlkamer)                                                                   | Woonhuis                      | 15e/16e eeuw verb. in de 19e eeuw en 1952 | | Gelkingestraat 33                                                                   | 53° 13' 0" NB, 6° 34' 7" OL   | 18458  | Meer afbeeldingen                                                                       |
| Voormalig pakhuis | Opslag                        | 1557 | | Gelkingestraat 39                                                                   | 53° 12' 59" NB, 6° 34' 6" OL  | 18459  | Meer afbeeldingen                                                                       |
| Smal woonhuis (Melissa juweliers)                                                                                           | Woonhuis                      | 1860/1870 (zijgevels ouder) 1927 (uitbr.) | | Gelkingestraat 12                                                                   | 53° 13' 4" NB, 6° 34' 6" OL   | 18460  | Meer afbeeldingen                                                                       |
| Pand met dwars zadeldak (Chinees restaurant Peking)                                                                         | Woonhuis                      | ca. 1600 17e/18e eeuw (verb.) 19e/vroege 20e eeuw (pui)                                                                                              | | Gelkingestraat 20                                                                   | 53° 13' 3" NB, 6° 34' 6" OL   | 18461  | Meer afbeeldingen                                                                       |
| Pand met versierde gevel (Restaurant Tekinev)                                                                               | Woonhuis                      | ca. 1600 | | Gelkingestraat 24                                                                   | 53° 13' 3" NB, 6° 34' 7" OL   | 18462  | Meer afbeeldingen                                                                       |
| Wit gepleisterd pand (Gerard de Vries vormgeving)                                                                           | Woonhuis                      | 17e eeuw (oorspr.) 19e eeuw (verb.) 1995 (rest.) | | Grote Kromme Elleboog 15                                                            | 53° 13' 6" NB, 6° 33' 44" OL  | 18464  | Meer afbeeldingen                                                                       |
| Stadhuis | Overheidsgebouw               | 1793 (1e fase) 1810 (2e fase) | J. Otten Husly                                                                                     | Grote Markt 1                                                                       | 53° 13' 7" NB, 6° 34' 0" OL   | 18466  | Meer afbeeldingen                                                                       |
| Goudkantoor | Overheidsgebouw               | 1635 gerestaureerd eind 19e eeuw en in 1920-1929, 1960 en 1996                                                                                       | mog. Johan Isbrants S.J. Bouma (1920-1929) J.J.M. Vegter (1960)                                    | Waagplein 1                                                                         | 53° 13' 7" NB, 6° 33' 59" OL  | 18467  | Meer afbeeldingen                                                                       |
| Hotel De Doelen | Horeca                        | 13e-14e eeuw (muren) 1798 | | Grote Markt 36                                                                      | 53° 13' 6" NB, 6° 34' 6" OL   | 18468  | Meer afbeeldingen                                                                       |
| Pand met klokgevel (Drie gezusters)                                                                                         | Woonhuis                      | 1730 | | Grote Markt 36                                                                      | 53° 13' 6" NB, 6° 34' 6" OL   | 18469  | Meer afbeeldingen                                                                       |
| Pand met rechte kroonlijst (Groote Griet)                                                                                   | Woonhuis                      | waarsch. middeleeuwen 1933 (achtergevel) 1947 (voorgevel)                                                                                            | | Grote Markt 37                                                                      | 53° 13' 5" NB, 6° 34' 6" OL   | 18470  | Meer afbeeldingen                                                                       |
| Smal rood pand met halsgevel (Café Hoppe)                                                                                   | Woonhuis                      | waarsch. 17e eeuw 19e eeuw (achterhuisje) 1998 (verb.)                                                                                               | | Grote Markt 38                                                                      | 53° 13' 6" NB, 6° 34' 5" OL   | 18471  | Meer afbeeldingen                                                                       |
| Pand met schilddak en achterhuizen (Drie Gezusters)                                                                         | Woonhuis                      | ca. 1225 18e eeuw (gevel) | | Grote Markt 39 Gelkingestraat 2-6                                                   | 53° 13' 6" NB, 6° 34' 5" OL   | 18472  | Meer afbeeldingen                                                                       |
| Onderkelderd hoekpand | Woonhuis                      | late 12e eeuw (kelder) 1565 (verb.) 19e eeuw (gevel) late 19e eeuw (pui)                                                                             | | Grote Markt 40 Gelkingestraat 1                                                     | 53° 13' 5" NB, 6° 34' 4" OL   | 18473  | Meer afbeeldingen                                                                       |
| Pand Grote Markt 42, voorgevel met Amsterdamse top (Café Hooghoudt)                                                         | Onderdeel woningen e.d.       | 18e eeuw | | Grote Markt 42                                                                      | 53° 13' 5" NB, 6° 34' 3" OL   | 18474  | Meer afbeeldingen                                                                       |
| Rood pand Grote Markt 47 met halsgevel (Der Witz)                                                                           | Woonhuis                      | 1669 | | Grote Markt 47                                                                      | 53° 13' 4" NB, 6° 34' 2" OL   | 18475  | Meer afbeeldingen                                                                       |
| Pand met 7 venstertraveeën                                                                                                  | Woonhuis                      | | | Haddingestraat 7                                                                    | 53° 12' 59" NB, 6° 33' 55" OL | 18479  | Meer afbeeldingen                                                                       |
| Wit gepleisterd pand | Woonhuis                      | | | Haddingestraat 9                                                                    | 53° 12' 59" NB, 6° 33' 55" OL | 18480  | Meer afbeeldingen                                                                       |
| Voormalig Luthers weeshuis                                                                                                  | Woonhuis                      | | | Haddingestraat 19                                                                   | 53° 12' 58" NB, 6° 33' 56" OL | 18481  | Meer afbeeldingen                                                                       |
| Voormalig Lutherse gasthuis                                                                                                 | Woonhuis                      | 1856 | | Haddingestraat 21                                                                   | 53° 12' 58" NB, 6° 33' 56" OL | 18482  | Meer afbeeldingen                                                                       |
| Evangelisch Lutherse Kerk                                                                                                   | Kerk en kerkonderdeel         | 1696 1874 (verb.) | | Haddingestraat 23                                                                   | 53° 12' 57" NB, 6° 33' 56" OL | 18483  | Meer afbeeldingen                                                                       |
| Lutherse Kerk, pastorie | Kerkelijke dienstwoning       | 1874 (verb.) | | Haddingestraat 25-25B                                                               | 53° 12' 57" NB, 6° 33' 56" OL | 18484  | Lutherse Kerk, pastorie                                                                 |
| Hoog pakhuis onder zadeldak                                                                                                 | Opslag                        | 1879 (gevel) | | Hardewikerstraat 5                                                                  | 53° 13' 18" NB, 6° 33' 55" OL | 18485  | Meer afbeeldingen                                                                       |
| Twee hoge pakhuizen (Sociëteit van Navigators Groningen )                                                                   | Opslag                        | 1879 (gevels) | | Hardewikerstraat 7-9                                                                | 53° 13' 17" NB, 6° 33' 55" OL | 18486  | Meer afbeeldingen                                                                       |
| Wit gepleisterd pand tegen de stadsmuur                                                                                     | Woonhuis                      | 1649 | | Hardewikerstraat 17                                                                 | 53° 13' 17" NB, 6° 33' 53" OL | 18487  | Meer afbeeldingen                                                                       |
| Grijs geverfd pand tegen de stadsmuur                                                                                       | Woonhuis                      | | | Hardewikerstraat 19                                                                 | 53° 13' 17" NB, 6° 33' 52" OL | 18488  | Meer afbeeldingen                                                                       |
| Deels wit geverfd pand tegen stadsmuur                                                                                      | Woonhuis                      | | | Hardewikerstraat 21                                                                 | 53° 13' 17" NB, 6° 33' 52" OL | 18489  | Meer afbeeldingen                                                                       |
| Ondiep pand van vier traveeën breed tegen stadsmuur                                                                         | Woonhuis                      | voornamelijk 1860-1870 | | Hardewikerstraat 23                                                                 | 53° 13' 17" NB, 6° 33' 52" OL | 18490  | Meer afbeeldingen                                                                       |
| Dubbel wit gepleisterd pand tegen stadsmuur                                                                                 | Woonhuis                      | | | Hardewikerstraat 25-25a                                                             | 53° 13' 16" NB, 6° 33' 51" OL | 18491  | Meer afbeeldingen                                                                       |
| Smal deels gepleisterd pand tegen stadsmuur                                                                                 | Woonhuis                      | | | Hardewikerstraat 27                                                                 | 53° 13' 16" NB, 6° 33' 51" OL | 18492  | Meer afbeeldingen                                                                       |
| Hoekpand tegen stadsmuur | Woonhuis                      | | | Hardewikerstraat 29                                                                 | 53° 13' 16" NB, 6° 33' 51" OL | 18493  | Meer afbeeldingen                                                                       |
| Half hoekpand met puntgevel                                                                                                 | Woonhuis                      | 17e eeuw | | Hardewikerstraat 31                                                                 | 53° 13' 16" NB, 6° 33' 50" OL | 18494  | Meer afbeeldingen                                                                       |
| Cornelia Gasthuis | Sociale zorg, liefdadigh.     | 1854 | | Hardewikerstraat 39                                                                 | 53° 13' 16" NB, 6° 33' 49" OL | 18495  | Meer afbeeldingen                                                                       |
| Pand met afgeknotte puntgevel                                                                                               | Woonhuis                      | 15e eeuw 17e eeuw (verb.) | | Herestraat 13                                                                       | 53° 13' 3" NB, 6° 34' 0" OL   | 18497  | Meer afbeeldingen                                                                       |
| Dubbel pand met versierde gevel en lijst (Pleisure)                                                                         | Woonhuis                      | 14e eeuw 1648 (gevel) | | Herestraat 28                                                                       | 53° 13' 2" NB, 6° 34' 3" OL   | 18498  | Meer afbeeldingen                                                                       |
| Dubbel pand met versierde gevel en lijst (Arendonk)                                                                         | Woonhuis                      | 14e eeuw 1648 (gevel) | | Herestraat 30                                                                       | 53° 13' 2" NB, 6° 34' 3" OL   | 18499  | Meer afbeeldingen                                                                       |
| Diep pand met verhoogde voorgevel (Score)                                                                                   | Woonhuis                      | 1250-1300 (hoekhuis) waarsch. 15e eeuw (dwarshuis)                                                                                                   | | Herestraat 40 Hoogstraat 3                                                          | 53° 13' 1" NB, 6° 34' 4" OL   | 18500  | Meer afbeeldingen                                                                       |
| Herenhuis met rechte kroonlijst (Makelaardij 't Heerehuijs)                                                                 | Woonhuis                      | 16e/17e eeuw | | Herestraat 88                                                                       | 53° 12' 54" NB, 6° 34' 9" OL  | 18501  | Meer afbeeldingen                                                                       |
| Koetshuis van Noorderhaven 34                                                                                               | Opslag                        | | | Hoekstraat 27                                                                       | 53° 13' 11" NB, 6° 33' 34" OL | 18505  | Meer afbeeldingen                                                                       |
| Pakhuis Hamburg | Opslag                        | 1714 | | Hoekstraat 42                                                                       | 53° 13' 11" NB, 6° 33' 34" OL | 18506  | Meer afbeeldingen                                                                       |
| Pakhuis Amsterdam | Opslag                        | 1731 | | Hoekstraat 44                                                                       | 53° 13' 10" NB, 6° 33' 34" OL | 18507  | Meer afbeeldingen                                                                       |
| Tibbetoren (woonhuis met restanten van deze toren)                                                                          | Fort, vesting en -onderdl     | 1459 | | Hofstraat 36                                                                        | 53° 13' 17" NB, 6° 34' 4" OL  | 18512  | Meer afbeeldingen                                                                       |
| Nutshulpbank | Handel en kantoor             | 1863 1966 (buitenmuur) | | Jacobijnerstraat 12                                                                 | 53° 13' 14" NB, 6° 34' 3" OL  | 18532  | Meer afbeeldingen                                                                       |
| Pand van vijf traveeën breed (Muziekschool)                                                                                 | Woonhuis                      | 19e eeuw (gevel) | | Sint Jansstraat 7                                                                   | 53° 13' 10" NB, 6° 34' 14" OL | 18533  | Meer afbeeldingen                                                                       |
| Pand met verdieping en zesruitsvensters                                                                                     | Woonhuis                      | | | Kattenhage 2                                                                        | 53° 13' 17" NB, 6° 34' 5" OL  | 18534  | Meer afbeeldingen                                                                       |
| Aaffien Wilsoorgasthuis | Sociale zorg, liefdadigh.     | 16e/17e eeuw (gevel) | | Kattenhage 4-12                                                                     | 53° 13' 18" NB, 6° 34' 5" OL  | 18535  | Meer afbeeldingen                                                                       |
| Eenvoudig pand met grote kajuit                                                                                             | Woonhuis                      | | | Kattenhage 14                                                                       | 53° 13' 18" NB, 6° 34' 5" OL  | 18536  | Eenvoudig pand met grote kajuit                                                         |
| Pakhuis 't Hart | Opslag                        | ca. 1800 1995 (verb./rest.) | | Kleine der A 3                                                                      | 53° 12' 58" NB, 6° 33' 35" OL | 18537  | Pakhuis 't Hart                                                                         |
| Pand van zes traveeën breed                                                                                                 | Woonhuis                      | 1630-1640 | | Lopende Diep 6                                                                      | 53° 13' 15" NB, 6° 33' 45" OL | 18545  | Meer afbeeldingen                                                                       |
| Museumhuis Groningen | Woonhuis                      | 17e eeuw | | Lopende Diep 8                                                                      | 53° 13' 15" NB, 6° 33' 44" OL | 18546  | Meer afbeeldingen                                                                       |
| Pand van vijf traveeën breed met bordes                                                                                     | Woonhuis                      | | | Lopende Diep 10                                                                     | 53° 13' 15" NB, 6° 33' 44" OL | 18547  | Meer afbeeldingen                                                                       |
| Martinitoren | Kerk en kerkonderdeel         | 1469-'82 | | Martinikerkhof 1                                                                    | 53° 13' 10" NB, 6° 34' 5" OL  | 18553  | Meer afbeeldingen                                                                       |
| De Kostery | Kerkelijke dienstwoning       | | | Martinikerkhof 2                                                                    | 53° 13' 9" NB, 6° 34' 7" OL   | 18554  | Meer afbeeldingen                                                                       |
| Martinikerk | Kerk en kerkonderdeel         | 13e eeuw | | Martinikerkhof 3                                                                    | 53° 13' 10" NB, 6° 34' 8" OL  | 18555  | Meer afbeeldingen                                                                       |
| Pand van vier traveeën breed met bordes                                                                                     | Woonhuis                      | | | Martinikerkhof 9                                                                    | 53° 13' 9" NB, 6° 34' 8" OL   | 18556  | Meer afbeeldingen                                                                       |
| Feithhuis | Kerkelijke dienstwoning       | 15e eeuw 1729 (herb.) | | Martinikerkhof 10                                                                   | 53° 13' 9" NB, 6° 34' 10" OL  | 18557  | Meer afbeeldingen                                                                       |
| Blokvormig hoekpand met kroonlijst                                                                                          | Woonhuis                      | 15e eeuw (na 1462) 1912 (voor- en zijgevel) | | Martinikerkhof 11 Sint Janstraat 1                                                  | 53° 13' 9" NB, 6° 34' 11" OL  | 18558  | Meer afbeeldingen                                                                       |
| Provinciehuis (oostelijk gedeelte)                                                                                          | Onderwijs en wetenschap       | ca. 1550 1898-1900 (rest.) | J. van Lokhorst (1898-1900)                                                                        | Martinikerkhof 12                                                                   | 53° 13' 11" NB, 6° 34' 11" OL | 18559  | Meer afbeeldingen                                                                       |
| Eenvoudig pand met zesruitsvensters                                                                                         | Woonhuis                      | 1559 | | Martinikerkhof 14                                                                   | 53° 13' 13" NB, 6° 34' 12" OL | 18560  | Meer afbeeldingen                                                                       |
| Wit gepleisterd pand | Woonhuis                      | | | Martinikerkhof 21-22                                                                | 53° 13' 14" NB, 6° 34' 10" OL | 18561  | Meer afbeeldingen                                                                       |
| Prinsenhof | Overheidsgebouw               | 1436-1569 | | Martinikerkhof 23                                                                   | 53° 13' 15" NB, 6° 34' 10" OL | 18562  | Meer afbeeldingen                                                                       |
| Eenvoudig pand met 15-ruitsvensters                                                                                         | Woonhuis                      | 1661 | | Martinikerkhof 24                                                                   | 53° 13' 15" NB, 6° 34' 7" OL  | 18563  | Meer afbeeldingen                                                                       |
| Pand met Vlaamse gevel | Woonhuis                      | 1660 | | Martinikerkhof 25                                                                   | 53° 13' 15" NB, 6° 34' 7" OL  | 18564  | Meer afbeeldingen                                                                       |
| Eenvoudig paarsgeschilderd pand                                                                                             | Woonhuis                      | | | Martinikerkhof 28                                                                   | 53° 13' 13" NB, 6° 34' 6" OL  | 18565  | Meer afbeeldingen                                                                       |
| Pand van zeven traveeën breed met smalle vensters                                                                           | Woonhuis                      | | | Martinikerkhof 29                                                                   | 53° 13' 13" NB, 6° 34' 6" OL  | 18566  | Meer afbeeldingen                                                                       |
| Pand van vier traveeën breed met balkon                                                                                     | Woonhuis                      | | | Martinikerkhof 30                                                                   | 53° 13' 13" NB, 6° 34' 6" OL  | 18567  | Meer afbeeldingen                                                                       |
| Dwars pand met Groninger smalle vensters                                                                                    | Woonhuis                      | | | Martinikerkhof 31                                                                   | 53° 13' 12" NB, 6° 34' 6" OL  | 18568  | Meer afbeeldingen                                                                       |
| Aduardergasthuis | Sociale zorg, liefdadigh.     | 1604 | | Munnekeholm 3                                                                       | 53° 12' 55" NB, 6° 33' 43" OL | 18569  | Meer afbeeldingen                                                                       |
| Pakhuis | Opslag                        | 1828 zijgevel mogelijk ouder | | Boteringeplaats 4-8 (vh. Muurstraat 10)                                             | 53° 13' 13" NB, 6° 33' 45" OL | 18570  | Meer afbeeldingen                                                                       |
| Woonhuis met omlijste ingang                                                                                                | Woonhuis                      | | | Muurstraat 12                                                                       | 53° 13' 14" NB, 6° 33' 44" OL | 18571  | Meer afbeeldingen                                                                       |
| Zuiderbewaarschool (De Pinksterbloem)                                                                                       | Onderwijs en wetenschap       | 1849 | J.F. Scheepers                                                                                     | Nieuwstad 12                                                                        | 53° 12' 55" NB, 6° 33' 60" OL | 18572  | Meer afbeeldingen                                                                       |
| Pand van zes traveeën breed met twee dwarse daken                                                                           | Woonhuis                      | | | Noorderhaven 6                                                                      | 53° 13' 13" NB, 6° 33' 38" OL | 18592  | Meer afbeeldingen                                                                       |
| Pand van vijf traveeën breed met tympaan                                                                                    | Woonhuis                      | 1778 | J. Wijnhoud                                                                                        | Noorderhaven 34                                                                     | 53° 13' 12" NB, 6° 33' 34" OL | 18594  | Meer afbeeldingen                                                                       |
| Smal pand met puntgevel | Woonhuis                      | | | Noorderhaven 36                                                                     | 53° 13' 12" NB, 6° 33' 33" OL | 18595  | Meer afbeeldingen                                                                       |
| Pakhuis De Bonte Koe | Opslag                        | 1657 | | Noorderhaven 40                                                                     | 53° 13' 11" NB, 6° 33' 33" OL | 18596  | Meer afbeeldingen                                                                       |
| Geel gepleisterd pand | Opslag                        | 17e eeuw late 19e eeuw (gevel) 1995 (rest.) | | Noorderhaven 48                                                                     | 53° 13' 11" NB, 6° 33' 31" OL | 18598  | Meer afbeeldingen                                                                       |
| Pakhuis de Sleutel | Opslag                        | 1746 | | Noorderhaven 72 Vishoek 2                                                           | 53° 13' 9" NB, 6° 33' 28" OL  | 18599  | Meer afbeeldingen                                                                       |
| Wit gepleisterd pand (De Barbier)                                                                                           | Woonhuis                      | verm. 13e-14e eeuw | | Oosterstraat 11                                                                     | 53° 13' 5" NB, 6° 34' 9" OL   | 18600  | Wit gepleisterd pand (De Barbier)                                                       |
| Pand met rococo-voorgevel                                                                                                   | Woonhuis                      | middeleeuwen | | Oosterstraat 29                                                                     | 53° 13' 3" NB, 6° 34' 10" OL  | 18601  | Meer afbeeldingen                                                                       |
| Wit gepleisterd pand (Bas optiek)                                                                                           | Woonhuis                      | | | Oosterstraat 31                                                                     | 53° 13' 2" NB, 6° 34' 10" OL  | 18602  | Meer afbeeldingen                                                                       |
| Pand met 9-ruitsvensters (Irish Pub)                                                                                        | woonhuis                      | 13e-14e eeuw verb. in o.m. de 16e, 17e en 18e eeuw (gevel), rond 1870, 1928, 1973 en 1994                                                            | | Oosterstraat 33                                                                     | 53° 13' 2" NB, 6° 34' 10" OL  | 18603  | Meer afbeeldingen                                                                       |
| Twee witgeschilderde pandjes (H. Witting)                                                                                   | Woonhuis                      | 15e eeuw 1778 (gevel) | | Oosterstraat 51                                                                     | 53° 13' 0" NB, 6° 34' 12" OL  | 18604  | Meer afbeeldingen                                                                       |
| Schimmelpenninckhuys | Woonhuis                      | 15e eeuw 1740 (verb.) 1988 (rest.) | | Oosterstraat 53                                                                     | 53° 13' 0" NB, 6° 34' 12" OL  | 18605  | Meer afbeeldingen                                                                       |
| Pand met rococo-voorgevel                                                                                                   | Woonhuis                      | middeleeuwen (kern) midden 18e eeuw (gevel) | | Oosterstraat 69                                                                     | 53° 12' 58" NB, 6° 34' 14" OL | 18606  | Meer afbeeldingen                                                                       |
| Pand met gele pui (4 Roses)                                                                                                 | Woonhuis                      | | | Oosterstraat 71 Gedempte Zuiderdiep 1 Burchtstraat 17-23                            | 53° 12' 58" NB, 6° 34' 14" OL | 18607  | Meer afbeeldingen                                                                       |
| Vera | Woonhuis                      | 14e eeuw verb. in o.m. de 18e eeuw, 1856, 1868 (gevel), 1896 en 1955-'56                                                                             | R. Offringa (1955-'56)                                                                             | Oosterstraat 44                                                                     | 53° 13' 1" NB, 6° 34' 13" OL  | 18608  | Meer afbeeldingen                                                                       |
| Hoekpand met rijk gebeeldhouwde gevel                                                                                       | Woonhuis                      | 1661 | | Oude Ebbingestraat 39 Jacobijnerstraat 2-4                                          | 53° 13' 13" NB, 6° 33' 60" OL | 18641  | Meer afbeeldingen                                                                       |
| Pand met versierde trapgevel met reliëfs van Johannes de Doper en Johannes de Evangelist                                    | Woonhuis                      | 16e eeuw vroege 17e eeuw (gevel) 1912 (pui) | A.Th. van Elmpt (pui)                                                                              | Oude Ebbingestraat 52 Butjesstraat 1                                                | 53° 13' 15" NB, 6° 33' 57" OL | 18642  | Meer afbeeldingen                                                                       |
| Oude apotheek de Zaaijer | Woonhuis                      | 17e eeuw | | Oude Ebbingestraat 91 Turfsingel 1                                                  | 53° 13' 19" NB, 6° 33' 57" OL | 18643  | Meer afbeeldingen                                                                       |
| Pand van vijf traveeën breed met klokgevel                                                                                  | Woonhuis                      | | | Oude Kijk in 't Jatstraat 5                                                         | 53° 13' 6" NB, 6° 33' 47" OL  | 18644  | Meer afbeeldingen                                                                       |
| Geel gepleisterd pand van vier traveeën breed                                                                               | Woonhuis                      | 17e eeuw 18e eeuw (gevel) | | Oude Kijk in 't Jatstraat 9                                                         | 53° 13' 7" NB, 6° 33' 47" OL  | 18645  | Meer afbeeldingen                                                                       |
| Vier traveeën breed pand met maskersteen                                                                                    | Woonhuis                      | 1626 | | Oude Kijk in 't Jatstraat 79                                                        | 53° 13' 14" NB, 6° 33' 41" OL | 18646  | Meer afbeeldingen                                                                       |
| Mepschen- of Sint Annengasthuis                                                                                             | Sociale zorg, liefdadigh.     | 1479 (stichting) 1786 (herb.) | | Oude Kijk in 't Jatstraat 4                                                         | 53° 13' 6" NB, 6° 33' 45" OL  | 18647  | Meer afbeeldingen                                                                       |
| Hinckaertshuis | Woonhuis                      | 1290 | | Oude Kijk in 't Jatstraat 6                                                         | 53° 13' 6" NB, 6° 33' 45" OL  | 18648  | Meer afbeeldingen                                                                       |
| Negen traveeën breed pand                                                                                                   | Woonhuis                      | 1625-1650 (deel verdieping) 18e eeuw (kroonlijst) 19e eeuw (onderpui)                                                                                | | Oude Kijk in 't Jatstraat 8                                                         | 53° 13' 6" NB, 6° 33' 45" OL  | 18649  | Meer afbeeldingen                                                                       |
| Renaissancehuis met brede Vlaamse top                                                                                       | Woonhuis                      | 16e eeuw (kern) ca. 1640 (geveltop) 1980-1982 (rest.)                                                                                                | | Oude Kijk in 't Jatstraat 18                                                        | 53° 13' 8" NB, 6° 33' 44" OL  | 18650  | Meer afbeeldingen                                                                       |
| Grijs gepleisterd pand van twee verdiepingen                                                                                | Woonhuis                      | late middeleeuwen 17e eeuw (verdieping, achterhuis) 18e eeuw (gevel) 1905 (interieur voorkamer)                                                      | A.Th. van Elmpt (1905)                                                                             | Pelsterstraat 19                                                                    | 53° 12' 60" NB, 6° 33' 59" OL | 18651  | Meer afbeeldingen                                                                       |
| Rijks Hogere Burgerschool                                                                                                   | Onderwijs en wetenschap       | 1862 | J.G. van Beusekom                                                                                  | Pelsterstraat 37                                                                    | 53° 12' 57" NB, 6° 34' 0" OL  | 18652  | Meer afbeeldingen                                                                       |
| Preekstoel en orgel in de Pelstergasthuiskerk                                                                               | Kerk en kerkonderdeel         | 17e eeuw (preekstoel) 1774 (orgel) | | Pelsterstraat 39                                                                    | 53° 12' 56" NB, 6° 34' 1" OL  | 18653  | Preekstoel en orgel in de Pelstergasthuiskerk                                           |
| Pelstergasthuis | Sociale zorg, liefdadigh.     | 1267 (kapel) 1628 (poort en woningen) | | Pelsterstraat 39-47                                                                 | 53° 12' 56" NB, 6° 34' 2" OL  | 18654  | Meer afbeeldingen                                                                       |
| Pand van zes traveeën breed (Luzac)                                                                                         | Woonhuis                      | 19e eeuw | | Pelsterstraat 2                                                                     | 53° 13' 2" NB, 6° 33' 59" OL  | 18655  | Pand van zes traveeën breed (Luzac)                                                     |
| Onderkelderd pand van drie traveeën breed (Classic Art)                                                                     | Woonhuis                      | 13e-14e eeuw | | Pelsterstraat 4                                                                     | 53° 13' 1" NB, 6° 33' 59" OL  | 18656  | Meer afbeeldingen                                                                       |
| Witgepleisterd pand met omlijste ingang (De Spieghel)                                                                       | Woonhuis                      | | | Peperstraat 11                                                                      | 53° 13' 4" NB, 6° 34' 14" OL  | 18657  | Meer afbeeldingen                                                                       |
| Grijs gepleisterd pand (Kantoren A.S.V. Dizkartes)                                                                          | Woonhuis                      | 15e of 16e eeuw 1600-1650 (verb.) 1850-1900 (gevel) verbouwd in 1982 en 2004-'05                                                                     | | Peperstraat 14                                                                      | 53° 13' 4" NB, 6° 34' 16" OL  | 18658  | Meer afbeeldingen                                                                       |
| Pand van drie traveeën breed (Café de Kar)                                                                                  | Woonhuis                      | | | Peperstraat 15                                                                      | 53° 13' 4" NB, 6° 34' 14" OL  | 18659  | Meer afbeeldingen                                                                       |
| Wit geverfd pand met groene omlijsting (Club Shadrak)                                                                       | Woonhuis                      | | | Peperstraat 19                                                                      | 53° 13' 3" NB, 6° 34' 14" OL  | 18660  | Meer afbeeldingen                                                                       |
| Pepergasthuis | Sociale zorg, liefdadigh.     | 1405 | | Peperstraat 20-22                                                                   | 53° 13' 2" NB, 6° 34' 17" OL  | 18661  | Meer afbeeldingen                                                                       |
| Grijsgepleisterd hoekpand (Sociëteit A.S.V. Dizkartes)                                                                      | Woonhuis                      | 17e eeuw | | Peperstraat 21                                                                      | 53° 13' 3" NB, 6° 34' 15" OL  | 18662  | Meer afbeeldingen                                                                       |
| Wit geverfd hoekpand (Bienvenue)                                                                                            | Woonhuis                      | | | Peperstraat 27                                                                      | 53° 13' 3" NB, 6° 34' 15" OL  | 18663  | Meer afbeeldingen                                                                       |
| Onderkelderd pand met hoekblokken en tympaan                                                                                | Woonhuis                      | 13e/vroege 14e eeuw (voorhuis) late 15e/begin 16e eeuw (uitbr.) 18e eeuw (gevel) 1981 (verb.)                                                        | | Poelestraat 29                                                                      | 53° 13' 5" NB, 6° 34' 15" OL  | 18664  | Meer afbeeldingen                                                                       |
| Pand met natuurstenen geveltop                                                                                              | Woonhuis                      | vroege 17e eeuw (gevel) 1990 (verb.) | | Poelestraat 8                                                                       | 53° 13' 6" NB, 6° 34' 9" OL   | 18665  | Meer afbeeldingen                                                                       |
| Donkergrijs geverfd hoekpand                                                                                                | Woonhuis                      | | | Poelestraat 14                                                                      | 53° 13' 7" NB, 6° 34' 11" OL  | 18666  | Meer afbeeldingen                                                                       |
| Pand van drie traveeën breed met halfrond bovenlicht                                                                        | Woonhuis                      | | | Poelestraat 54                                                                      | 53° 13' 7" NB, 6° 34' 20" OL  | 18667  | Meer afbeeldingen                                                                       |
| Sint Anthonygasthuis | Sociale zorg, liefdadigh.     | 1517 | | Rademarkt 29 Herebinnensingel 34                                                    | 53° 12' 53" NB, 6° 34' 14" OL | 18668  | Meer afbeeldingen                                                                       |
| Sint-Jozefkerk | Kerk en kerkonderdeel         | 1885-'87 | P.J.H. Cuypers en Jos Cuypers                                                                      | Radesingel 2                                                                        | 53° 12' 53" NB, 6° 34' 23" OL | 18669  | Meer afbeeldingen                                                                       |
| Rode Weeshuis | Klooster, kloosteronderdl     | middeleeuwen | | Rode Weeshuisstraat 13-99 en 107-119                                                | 53° 13' 12" NB, 6° 33' 54" OL | 18670  | Meer afbeeldingen                                                                       |
| Rode Weeshuis, straatzijde                                                                                                  | Klooster, kloosteronderdl     | middeleeuwen | | Rode Weeshuisstraat 101-105                                                         | 53° 13' 11" NB, 6° 33' 56" OL | 18671  | Rode Weeshuis, straatzijde                                                              |
| Rode Weeshuis, toegangspoort met hek                                                                                        | Erfscheiding                  | 1627 | | Rode Weeshuisstraat 13                                                              | 53° 13' 11" NB, 6° 33' 55" OL | 18672  | Rode Weeshuis, toegangspoort met hek                                                    |
| Linker pand Rode Weeshuis (straatzijde)                                                                                     | Klooster, kloosteronderdl     | middeleeuwen | | Rode Weeshuisstraat 119                                                             | 53° 13' 11" NB, 6° 33' 56" OL | 18673  | Meer afbeeldingen                                                                       |
| Vijf traveeën breed pand | Woonhuis                      | ca. 1700 (oorspr.) ca. 1784 (gevel) 1877 (verb.) | | Schoolstraat 9-11                                                                   | 53° 13' 8" NB, 6° 34' 16" OL  | 18674  | Meer afbeeldingen                                                                       |
| Ommelanderhuis | Klooster, kloosteronderdl     | late 16e eeuw (oorspr.) verb. in 1784, 19e en 20e eeuw                                                                                               | | Schoolstraat 13                                                                     | 53° 13' 8" NB, 6° 34' 16" OL  | 18675  | Meer afbeeldingen                                                                       |
| Vijf traveeën breed pand met dubbele voordeur                                                                               | Woonhuis                      | 17e eeuw | | Schuitendiep 9                                                                      | 53° 13' 10" NB, 6° 34' 19" OL | 18676  | Meer afbeeldingen                                                                       |
| Vier traveeën breed pand met hek langs stoep                                                                                | Woonhuis                      | | | Schuitendiep 27                                                                     | 53° 13' 6" NB, 6° 34' 20" OL  | 18677  | Meer afbeeldingen                                                                       |
| Vijf traveeën breed pand met twee ingangen                                                                                  | Woonhuis                      | 18e eeuw | | Schuitendiep 29                                                                     | 53° 13' 5" NB, 6° 34' 20" OL  | 18678  | Meer afbeeldingen                                                                       |
| Vier traveeën breed herenhuis                                                                                               | Woonhuis                      | 1778 | | Schuitendiep 31                                                                     | 53° 13' 5" NB, 6° 34' 21" OL  | 18679  | Meer afbeeldingen                                                                       |
| Pand met twee verdiepingen (Javaans eetcafé)                                                                                | Woonhuis                      | | | Schuitendiep 33                                                                     | 53° 13' 5" NB, 6° 34' 22" OL  | 18680  | Meer afbeeldingen                                                                       |
| Zes traveeën breed herenhuis                                                                                                | Woonhuis                      | | | Schuitendiep 35-37                                                                  | 53° 13' 4" NB, 6° 34' 22" OL  | 18681  | Meer afbeeldingen                                                                       |
| Pand met witgepleisterde 19e-eeuwse gevel                                                                                   | Woonhuis                      | 1870-1880 (gevel) | | Schuitendiep 39                                                                     | 53° 13' 4" NB, 6° 34' 22" OL  | 18682  | Meer afbeeldingen                                                                       |
| Drie traveeën breed pand met dakkapel                                                                                       | Woonhuis                      | | | Schuitendiep 41                                                                     | 53° 13' 4" NB, 6° 34' 22" OL  | 18683  | Meer afbeeldingen                                                                       |
| Pand met zesruitsvensters en omlijste ingang                                                                                | Woonhuis                      | 16e eeuw (kelder) 17e eeuw (pand) 1856 (gevel) 1984 (rest.)                                                                                          | | Schuitendiep 53                                                                     | 53° 13' 1" NB, 6° 34' 24" OL  | 18684  | Meer afbeeldingen                                                                       |
| Herenhuis met rococo-kroonlijst                                                                                             | Woonhuis                      | 1775 | | Spilsluizen 18                                                                      | 53° 13' 17" NB, 6° 33' 51" OL | 18689  | Meer afbeeldingen                                                                       |
| Vier traveeën breed pand met balkon                                                                                         | Woonhuis                      | 1870-1880 (gevel) | | Spilsluizen 30                                                                      | 53° 13' 16" NB, 6° 33' 48" OL | 18690  | Meer afbeeldingen                                                                       |
| Pand van drie traveeën breed met middenrisaliet                                                                             | Woonhuis                      | 1870 1996 (verb.) | | Steentilstraat 27                                                                   | 53° 12' 59" NB, 6° 34' 22" OL | 18692  | Meer afbeeldingen                                                                       |
| Eenvoudig pand met kroonlijst (De Jongens van Hemmes)                                                                       | Woonhuis                      | | | Steentilstraat 10                                                                   | 53° 12' 58" NB, 6° 34' 18" OL | 18693  | Meer afbeeldingen                                                                       |
| Tweeling halsgevel | Woonhuis                      | ca. 1740 (gevels) | | Steentilstraat 12-14                                                                | 53° 12' 59" NB, 6° 34' 19" OL | 18694  | Meer afbeeldingen                                                                       |
| Twee panden met geblokte kroonlijst (Kol Tabaksspeciaalzaak)                                                                | Woonhuis                      | 16e/17e eeuw 19e eeuw (voorgevel) | | Steentilstraat 30                                                                   | 53° 12' 60" NB, 6° 34' 21" OL | 18695  | Meer afbeeldingen                                                                       |
| Wit gepleisterd pand | Woonhuis                      | | | Steentilstraat 32                                                                   | 53° 12' 60" NB, 6° 34' 21" OL | 18696  | Meer afbeeldingen                                                                       |
| Pand met verdieping en zesruitsvensters in gele kozijnen                                                                    | Woonhuis                      | ca. 1700 1800-1825 (gevel) | | Steentilstraat 34 Gedempte Kattendiep 19                                            | 53° 12' 60" NB, 6° 34' 21" OL | 18697  | Meer afbeeldingen                                                                       |
| Pand van drie traveeën breed (Café Kult)                                                                                    | Woonhuis                      | 16e eeuw 18e eeuw (gevel) | | Steentilstraat 36                                                                   | 53° 12' 60" NB, 6° 34' 22" OL | 18698  | Meer afbeeldingen                                                                       |
| Pand met twee verdiepingen (Bocaccio)                                                                                       | Woonhuis                      | midden 16e eeuw ca. 1600 (achterhuis) 17e eeuw (tweede achterhuis) ca. 1800 (gevel) 1930-1939 (pui)                                                  | | Steentilstraat 38                                                                   | 53° 13' 0" NB, 6° 34' 22" OL  | 18699  | Meer afbeeldingen                                                                       |
| Dwars wit gepleisterd pand                                                                                                  | Woonhuis                      | 16e eeuw | | Steentilstraat 50                                                                   | 53° 13' 1" NB, 6° 34' 24" OL  | 18700  | Meer afbeeldingen                                                                       |
| Geschilderd hoekpand (Rijwielhandel K. de Graaf)                                                                            | Woonhuis                      | | | Schuitendiep 57 Steentilstraat 52                                                   | 53° 13' 1" NB, 6° 34' 25" OL  | 18701  | Meer afbeeldingen                                                                       |
| Eenvoudig pand met verdieping                                                                                               | Woonhuis                      | 18e eeuw | | Turfsingel 19                                                                       | 53° 13' 19" NB, 6° 34' 1" OL  | 18702  | Meer afbeeldingen                                                                       |
| Witgepleisterd pand met omlijste ingang                                                                                     | Woonhuis                      | 19e eeuw | | Turfsingel 23                                                                       | 53° 13' 19" NB, 6° 34' 1" OL  | 18703  | Meer afbeeldingen                                                                       |
| Witgepleisterd dwars pand                                                                                                   | Woonhuis                      | | | Turfsingel 29                                                                       | 53° 13' 19" NB, 6° 34' 2" OL  | 18704  | Meer afbeeldingen                                                                       |
| Witgepleisterd hoekpand met Vlaamse top                                                                                     | Woonhuis                      | 18e eeuw | | Turfsingel 45                                                                       | 53° 13' 17" NB, 6° 34' 12" OL | 18705  | Meer afbeeldingen                                                                       |
| Pand met kroonlijst met Lodewijk XVI-consoles                                                                               | Woonhuis                      | 15e, mog. 14e eeuw 18e eeuw (gevel) | | Turftorenstraat 7                                                                   | 53° 13' 6" NB, 6° 33' 42" OL  | 18708  | Meer afbeeldingen                                                                       |
| Wit gepleisterd pand met omlijste vensters                                                                                  | Woonhuis                      | 1870-1880 (gevel) | | Turftorenstraat 13                                                                  | 53° 13' 6" NB, 6° 33' 40" OL  | 18709  | Meer afbeeldingen                                                                       |
| Wit gepleisterd pand met omlijste vensters                                                                                  | Woonhuis                      | 1870-1880 (gevel) | | Turftorenstraat 15                                                                  | 53° 13' 6" NB, 6° 33' 40" OL  | 18710  | Meer afbeeldingen                                                                       |
| Witgepleisterd pakhuis | Opslag                        | 13e-14e eeuw | | Turftorenstraat 8                                                                   | 53° 13' 5" NB, 6° 33' 42" OL  | 18711  | Meer afbeeldingen                                                                       |
| Pand met twee friezen in de voorgevel                                                                                       | Woonhuis                      | 16e-17e eeuw | | Turftorenstraat 28                                                                  | 53° 13' 4" NB, 6° 33' 38" OL  | 18712  | Meer afbeeldingen                                                                       |
| Pand met omlijste dubbele voordeur                                                                                          | Woonhuis                      | 18e eeuw | | Turftorenstraat 38                                                                  | 53° 13' 4" NB, 6° 33' 37" OL  | 18713  | Meer afbeeldingen                                                                       |
| Twee gecombineerde panden (Sissy Boy)                                                                                       | Woonhuis                      | 19e eeuw | | Tussen beide markten 2-4                                                            | 53° 13' 4" NB, 6° 33' 59" OL  | 18714  | Meer afbeeldingen                                                                       |
| Pand met achtruitsvensters                                                                                                  | Woonhuis                      | | | Uurwerkersgang 9                                                                    | 53° 13' 7" NB, 6° 33' 41" OL  | 18715  | Pand met achtruitsvensters                                                              |
| Linker deel pand van zes traveeën breed (The Phone House)                                                                   | Woonhuis                      | | | Vismarkt 12                                                                         | 53° 13' 3" NB, 6° 33' 59" OL  | 18716  | Linker deel pand van zes traveeën breed (The Phone House)                               |
| Rechter deel pand van zes traveeën breed                                                                                    | Woonhuis                      | | | Vismarkt 12-1                                                                       | 53° 13' 3" NB, 6° 33' 59" OL  | 18717  | Meer afbeeldingen                                                                       |
| Pand van drie traveeën breed en twee verdiepingen                                                                           | Woonhuis                      | late middeleeuwen (oorspr.) | | Vismarkt 14                                                                         | 53° 13' 3" NB, 6° 33' 59" OL  | 18718  | Pand van drie traveeën breed en twee verdiepingen                                       |
| Gepleisterd pand van vier traveeën breed (Douwe Egberts)                                                                    | Woonhuis                      | 1850-1900 (gevel) | | Vismarkt 16                                                                         | 53° 13' 2" NB, 6° 33' 59" OL  | 18719  | Meer afbeeldingen                                                                       |
| Pand met klokgevel | Woonhuis                      | middeleeuwen (oorspr.) 1723 (gevel) verbouwd in 1906 en 1929                                                                                         | | Vismarkt 40                                                                         | 53° 13' 1" NB, 6° 33' 54" OL  | 18720  | Meer afbeeldingen                                                                       |
| Diep pand met dwars dak op voorhuis (Humphrey's)                                                                            | Woonhuis                      | 1500-1550 waarsch. begin 19e eeuw (gevel) | | Vismarkt 42                                                                         | 53° 13' 0" NB, 6° 33' 54" OL  | 18721  | Meer afbeeldingen                                                                       |
| Eenvoudig pand met kroonlijst                                                                                               | Woonhuis                      | 16e eeuw | | Vismarkt 44                                                                         | 53° 13' 1" NB, 6° 33' 53" OL  | 18722  | Meer afbeeldingen                                                                       |
| Witgepleisterd eenvoudig pand (Time Out)                                                                                    | Woonhuis                      | 17e eeuw | | Vismarkt 46                                                                         | 53° 13' 1" NB, 6° 33' 53" OL  | 18723  | Meer afbeeldingen                                                                       |
| Pand met natuurstenen gevel (Liatelier)                                                                                     | Woonhuis                      | | | Vismarkt 48                                                                         | 53° 13' 0" NB, 6° 33' 53" OL  | 18724  | Meer afbeeldingen                                                                       |
| Huize Maas | Woonhuis                      | 17e eeuw | | Vismarkt 52                                                                         | 53° 12' 60" NB, 6° 33' 53" OL | 18725  | Meer afbeeldingen                                                                       |
| Diep hoekpand van vier traveeën breed (Zomers)                                                                              | Woonhuis                      | 13e-14e eeuw verbouwd in o.m. 1565 en rond 1632 18e eeuw (gevel)                                                                                     | | Vismarkt 56                                                                         | 53° 13' 0" NB, 6° 33' 51" OL  | 18726  | Meer afbeeldingen                                                                       |
| Latteringegasthuis | Sociale zorg, liefdadigh.     | 1736 | | Visserstraat 13                                                                     | 53° 13' 11" NB, 6° 33' 39" OL | 18727  | Meer afbeeldingen                                                                       |
| Pand met verdieping en kroonlijst                                                                                           | Woonhuis                      | | | Visserstraat 15                                                                     | 53° 13' 11" NB, 6° 33' 38" OL | 18728  | Meer afbeeldingen                                                                       |
| Pand met hoog zadeldak | Woonhuis                      | 16e eeuw | | Visserstraat 55-57                                                                  | 53° 13' 9" NB, 6° 33' 32" OL  | 18729  | Meer afbeeldingen                                                                       |
| Zeylsgasthuis | Sociale zorg, liefdadigh.     | 1668 1751 (uitbr.) 1985 (verb.) | | Visserstraat 50                                                                     | 53° 13' 9" NB, 6° 33' 34" OL  | 18730  | Meer afbeeldingen                                                                       |
| Wytzes- of Schoonbeeksgasthuis                                                                                              | Woonhuis                      | | | Visserstraat 52                                                                     | 53° 13' 9" NB, 6° 33' 34" OL  | 18731  | Meer afbeeldingen                                                                       |
| Wytzes- of Schoonbeeksgasthuis                                                                                              | Woonhuis                      | | | Visserstraat 54                                                                     | 53° 13' 9" NB, 6° 33' 34" OL  | 18732  | Meer afbeeldingen                                                                       |
| Pictura | Kerk en kerkonderdeel         | 14e eeuw 1637 (verb.) 1768 (verb.) | | Sint Walburgstraat 1 Martinikerkhof 26                                              | 53° 13' 14" NB, 6° 34' 6" OL  | 18733  | Meer afbeeldingen                                                                       |
| Pand met trapgevel | Woonhuis                      | middeleeuwen | | Sint Walburgstraat 3                                                                | 53° 13' 15" NB, 6° 34' 6" OL  | 18734  | Meer afbeeldingen                                                                       |
| Eenvoudig pand met hijsbalk                                                                                                 | Woonhuis                      | middeleeuwen | | Sint Walburgstraat 5                                                                | 53° 13' 15" NB, 6° 34' 6" OL  | 18735  | Meer afbeeldingen                                                                       |
| Hoekpand met lijstgevel | Woonhuis                      | middeleeuwen | | Sint Walburgstraat 7                                                                | 53° 13' 15" NB, 6° 34' 6" OL  | 18736  | Meer afbeeldingen                                                                       |
| Diep pakhuis (Eetcafe Roezemoes)                                                                                            | Opslag                        | | | Gedempte Zuiderdiep 15                                                              | 53° 12' 57" NB, 6° 34' 12" OL | 18739  | Meer afbeeldingen                                                                       |
| Hoekpand met afgeschuind zadeldak                                                                                           | Woonhuis                      | 17e eeuw | | Gedempte Zuiderdiep 17                                                              | 53° 12' 57" NB, 6° 34' 11" OL | 18740  | Meer afbeeldingen                                                                       |
| Mesacosa | Woonhuis                      | | | Zwanestraat 35                                                                      | 53° 13' 6" NB, 6° 33' 49" OL  | 18741  | Meer afbeeldingen                                                                       |
| Witgepleisterd hoekpand (Restaurant Olympia)                                                                                | Woonhuis                      | 1613 (gevel) | | Zwanestraat 12                                                                      | 53° 13' 5" NB, 6° 33' 51" OL  | 18742  | Meer afbeeldingen                                                                       |
| Woonhuis met twee verdiepingen en kelder                                                                                    | Woonhuis                      | 1870-1880 (gevel) | | Zwanestraat 26                                                                      | 53° 13' 5" NB, 6° 33' 49" OL  | 18743  | Meer afbeeldingen                                                                       |
| Pand met versierde kroonlijst (Ugly Duck)                                                                                   | Woonhuis                      | 17e eeuw 1860 (gevel) | | Zwanestraat 28                                                                      | 53° 13' 5" NB, 6° 33' 49" OL  | 18744  | Meer afbeeldingen                                                                       |
| Pand met halsgevel (Bagels & Beans)                                                                                         | Woonhuis                      | 17e eeuw | | Zwanestraat 30                                                                      | 53° 13' 5" NB, 6° 33' 49" OL  | 18745  | Meer afbeeldingen                                                                       |
| Diepenring (niet-gedempte deel)                                                                                             | Waterweg, werf en haven       | 11e-15e eeuw | | A Noorderhaven Lopende Diep Spilsluizen Turfsingel Schuitendiep Oude Winschoterdiep | 53° 13' 8" NB, 6° 33' 27" OL  | 18746  | Diepenring (niet-gedempte deel)                                                         |
| Pand met verdieping en dakkapel                                                                                             | Woonhuis                      | 1641 | | Kleine der A 4                                                                      | 53° 12' 58" NB, 6° 33' 35" OL | 350594 | Meer afbeeldingen                                                                       |
| Bepleisterd pand met hekwerk (Bess)                                                                                         | Woonhuis                      | 18e eeuw | | Poelestraat 37                                                                      | 53° 13' 6" NB, 6° 34' 17" OL  | 454134 | Meer afbeeldingen                                                                       |
| Eclectisch herenhuis | Woonhuis                      | 1899-1900 | P. Belgraver                                                                                       | Radesingel 17                                                                       | 53° 12' 53" NB, 6° 34' 27" OL | 483187 | Eclectisch herenhuis                                                                    |
| Eclectisch herenhuis | Woonhuis                      | 1899-1900 | P. Belgraver                                                                                       | Radesingel 19                                                                       | 53° 12' 53" NB, 6° 34' 27" OL | 483195 | Eclectisch herenhuis                                                                    |
| Winkel met bovenwoning en torentje (Mercado)                                                                                | Werk-woonhuis                 | 1900 | A.Th. van Elmpt                                                                                    | Akerkhof 29 Akerkstraat 1-3                                                         | 53° 13' 1" NB, 6° 33' 44" OL  | 485406 | Meer afbeeldingen                                                                       |
| De Tuin | Klooster, kloosteronderdl     | 1908 1996 (verb.) | A.Th. van Elmpt                                                                                    | Akerkhof 22                                                                         | 53° 12' 58" NB, 6° 33' 46" OL | 485413 | Meer afbeeldingen                                                                       |
| Koetshuis met bovenwoning                                                                                                   | Werk-woonhuis                 | 1897 | G. Nijhuis                                                                                         | Akerkhof 30                                                                         | 53° 12' 57" NB, 6° 33' 43" OL | 485423 | Meer afbeeldingen                                                                       |
| Bankgebouw | Handel en kantoor             | 1906 | A.D.N. van Gendt en G. Nijhuis                                                                     | Akerkhof 34                                                                         | 53° 12' 59" NB, 6° 33' 40" OL | 485433 | Meer afbeeldingen                                                                       |
| Lamme Huiningegasthuis (Armhuiszittend Convent)                                                                             | Sociale zorg, liefdadigh.     | ca. 1600 (oostvleugel) 1621 (vestiging AC) 1884 (verb.)                                                                                              | Hoekzema (1884)                                                                                    | A-Kerkstraat 2                                                                      | 53° 13' 4" NB, 6° 33' 44" OL  | 485440 | Lamme Huiningegasthuis(Armhuiszittend Convent)                                          |
| Academiegebouw | Onderwijs en wetenschap       | 1907-'09 | J.A. Vrijman                                                                                       | Broerstraat 5                                                                       | 53° 13' 9" NB, 6° 33' 47" OL  | 485446 | Meer afbeeldingen                                                                       |
| Kledingmagazijn met bovenwoning L. de Vries Hzn                                                                             | Winkel                        | 1904-'05 | K. en G. Hoekzema                                                                                  | Brugstraat 7                                                                        | 53° 13' 1" NB, 6° 33' 40" OL  | 485452 | Meer afbeeldingen                                                                       |
| Winkelwoonhuis | Werk-woonhuis                 | 1906-'07 | A.Th. van Elmpt                                                                                    | Carolieweg 33                                                                       | 53° 12' 59" NB, 6° 34' 13" OL | 485487 | Meer afbeeldingen                                                                       |
| Hof's Burg (ook: Hofsburg)                                                                                                  | Woonhuis                      | 1893 | | Coehoornsingel 115                                                                  | 53° 12' 50" NB, 6° 33' 46" OL | 485495 | Meer afbeeldingen                                                                       |
| Herenhuis in neorenaissance-stijl                                                                                           | Woonhuis                      | 1893 1995 (rest.) | | Coehoornsingel 117                                                                  | 53° 12' 50" NB, 6° 33' 46" OL | 485501 | Meer afbeeldingen                                                                       |
| Herenhuis met rijk versierde lijstgevel                                                                                     | Woonhuis                      | 1882 | | Coehoornsingel 30-32                                                                | 53° 12' 48" NB, 6° 33' 55" OL | 485508 | Herenhuis met rijk versierde lijstgevel                                                 |
| Villa | Woonhuis                      | 1892 | J.P. Hazeu                                                                                         | Emmaplein 1                                                                         | 53° 12' 50" NB, 6° 33' 43" OL | 485527 | Meer afbeeldingen                                                                       |
| Dubbele villa | Woonhuis                      | 1899 | K. Bolhuis                                                                                         | Emmaplein 2-3-3a                                                                    | 53° 12' 47" NB, 6° 33' 42" OL | 485533 | Meer afbeeldingen                                                                       |
| Villa met kantoor | Woonhuis                      | 1905 | P.M.A. Huurman                                                                                     | Emmaplein 6                                                                         | 53° 12' 49" NB, 6° 33' 47" OL | 485544 | Meer afbeeldingen                                                                       |
| Woonhuis met bovenwoning | Woonhuis                      | 1902 | | Ganzevoortsingel 59-59a                                                             | 53° 12' 54" NB, 6° 33' 37" OL | 485553 | Woonhuis met bovenwoning                                                                |
| Rijk versierd eclectisch herenhuis                                                                                          | Woonhuis                      | 1880 | | Gedempte Zuiderdiep 45                                                              | 53° 12' 54" NB, 6° 34' 3" OL  | 485565 | Rijk versierd eclectisch herenhuis                                                      |
| Voormalig bankgebouw (nu: Restaurant Overstag)                                                                              | Handel en kantoor             | 1910 | A.D.N. van Gendt en G. Nijhuis                                                                     | Gedempte Zuiderdiep 137-139 Torenstraat 20                                          | 53° 12' 54" NB, 6° 33' 45" OL | 485572 | Meer afbeeldingen                                                                       |
| Nieuwsblad van het Noorden                                                                                                  | Handel en kantoor             | 1903 | G. Nijhuis                                                                                         | Gedempte Zuiderdiep 24                                                              | 53° 12' 55" NB, 6° 34' 11" OL | 485581 | Meer afbeeldingen                                                                       |
| Herenhuis in eclectische stijl                                                                                              | Woonhuis                      | ca. 1885 | | Gedempte Zuiderdiep 40                                                              | 53° 12' 53" NB, 6° 34' 5" OL  | 485587 | Herenhuis in eclectische stijl                                                          |
| Gemeentewerken (Dienst RO/EZ)                                                                                               | Handel en kantoor             | 1928 | S.J. Bouma                                                                                         | Gedempte Zuiderdiep 96                                                              | 53° 12' 51" NB, 6° 33' 55" OL | 485594 | Meer afbeeldingen                                                                       |
| Hoog winkel-woonhuis in eclectische stijl(Costa Rei)                                                                        | Werk-woonhuis                 | ca. 1885 | | Gelkingestraat 23                                                                   | 53° 13' 1" NB, 6° 34' 7" OL   | 485600 | Hoog winkel-woonhuis in eclectische stijl(Costa Rei)                                    |
| Rijk gedecoreerd winkel-woonhuis (Soestdijk)                                                                                | Werk-woonhuis                 | 1903 | P.M.A. Huurman                                                                                     | Grote Kromme Elleboog 6                                                             | 53° 13' 5" NB, 6° 33' 46" OL  | 485607 | Rijk gedecoreerd winkel-woonhuis (Soestdijk)                                            |
| Grand Theatre | Welzijn, kunst en cultuur     | 1929 (muren ten dele middeleeuws) 1995 (rest.) | G. Saville                                                                                         | Grote Markt 35                                                                      | 53° 13' 5" NB, 6° 34' 7" OL   | 485626 | Meer afbeeldingen                                                                       |
| Lutherzaal | Kerk en kerkonderdeel         | 1925 | Kazemier & Tonkens                                                                                 | Haddingestraat 23                                                                   | 53° 12' 57" NB, 6° 33' 56" OL | 485645 | Lutherzaal                                                                              |
| Pakhuis | Opslag                        | 1901 | | Haddingestraat 18                                                                   | 53° 12' 58" NB, 6° 33' 57" OL | 485652 | Pakhuis                                                                                 |
| Woonhuis in eclectische stijl                                                                                               | Woonhuis                      | ca. 1880 | | Herebinnensingel 5                                                                  | 53° 12' 51" NB, 6° 34' 13" OL | 485659 | Woonhuis in eclectische stijl                                                           |
| Villa van Van Panhuys (Nederlandse Bank)                                                                                    | Woonhuis                      | 1881 | G. Schnitger                                                                                       | Hereplein 4-5                                                                       | 53° 12' 48" NB, 6° 34' 7" OL  | 485667 | Meer afbeeldingen                                                                       |
| Eclectische villa | Woonhuis                      | ca. 1895 | | Heresingel 5                                                                        | 53° 12' 48" NB, 6° 34' 17" OL | 485673 | Meer afbeeldingen                                                                       |
| Driedelige eclectische villa                                                                                                | Woonhuis                      | 1893 | P.M.A. Huurman                                                                                     | Heresingel 7-9-11                                                                   | 53° 12' 49" NB, 6° 34' 18" OL | 485679 | Meer afbeeldingen                                                                       |
| Het Zwitserse huis | Woonhuis                      | 1894 | A. Salm                                                                                            | Heresingel 13                                                                       | 53° 12' 49" NB, 6° 34' 20" OL | 485691 | Meer afbeeldingen                                                                       |
| Dubbele villa in eclectische stijl                                                                                          | Woonhuis                      | 1897 | J. Maris                                                                                           | Heresingel 15-15a-17                                                                | 53° 12' 50" NB, 6° 34' 21" OL | 485697 | Meer afbeeldingen                                                                       |
| Driedubbel herenhuis | Woonhuis                      | 1897 | | Heresingel 19 Verlengde Oosterstraat 9-11                                           | 53° 12' 51" NB, 6° 34' 23" OL | 485709 | Meer afbeeldingen                                                                       |
| Neoclassicistisch herenhuis met poortje                                                                                     | Woonhuis                      | 1882 | | Heresingel 10                                                                       | 53° 12' 50" NB, 6° 34' 15" OL | 485723 | Meer afbeeldingen                                                                       |
| Eclectisch herenhuis met houten gangpoortje                                                                                 | Woonhuis                      | 1882 | | Heresingel 12                                                                       | 53° 12' 51" NB, 6° 34' 16" OL | 485730 | Eclectisch herenhuis met houten gangpoortje                                             |
| Herenhuis in neo-renaissancestijl                                                                                           | Woonhuis                      | 1898 | G. Nijhuis                                                                                         | Heresingel 24                                                                       | 53° 12' 51" NB, 6° 34' 18" OL | 485738 | Meer afbeeldingen                                                                       |
| Neoclassicistisch herenhuis                                                                                                 | Woonhuis                      | 1883 | J. Maris                                                                                           | Heresingel 30                                                                       | 53° 12' 52" NB, 6° 34' 20" OL | 485744 | Neoclassicistisch herenhuis                                                             |
| Voormalig hoedenmagazijn met bovenwoningen (nu: Huize Rikkers-Lubbers)                                                      | Winkel                        | 1890 | G. Nijhuis                                                                                         | Heresingel 36                                                                       | 53° 12' 52" NB, 6° 34' 21" OL | 485752 | Meer afbeeldingen                                                                       |
| Kledingwinkel in classicistische bouwstijl (F.I.J)                                                                          | Winkel                        | 1865 | | Herestraat 1 Tussen Beide Markten 2                                                 | 53° 13' 4" NB, 6° 33' 60" OL  | 485759 | Meer afbeeldingen                                                                       |
| Winkelpui Schoenenmagazijn Firma K.T. Meier                                                                                 | Winkel                        | 1912 | A.L. van Wissen                                                                                    | Herestraat 7                                                                        | 53° 13' 4" NB, 6° 34' 0" OL   | 485767 | Meer afbeeldingen                                                                       |
| Woonhuis met jongere winkelpui (The Sting)                                                                                  | Woonhuis                      | 17e eeuw (woonhuis) 1914 (pui) | G. Nijhuis (pui)                                                                                   | Herestraat 69-71 Kleine Pelsterstraat 1                                             | 53° 12' 57" NB, 6° 34' 5" OL  | 485773 | Meer afbeeldingen                                                                       |
| Voormalige café Suisse | Horeca                        | 1893 | P.M.A. Huurman                                                                                     | Herestraat 26                                                                       | 53° 13' 2" NB, 6° 34' 3" OL   | 485779 | Voormalige café Suisse                                                                  |
| Voormalig hotel Willems | Horeca                        | 1892 | P.M.A. Huurman                                                                                     | Herestraat 52                                                                       | 53° 12' 60" NB, 6° 34' 5" OL  | 485785 | Meer afbeeldingen                                                                       |
| Friesch-Groningsche Hypotheekbank                                                                                           | Handel en kantoor             | 1928 | A.Th. van Elmpt W. Valk (beeldhouwwerk)                                                            | Herestraat 106 Herebinnensingel 2-2-4a                                              | 53° 12' 51" NB, 6° 34' 10" OL | 485797 | Meer afbeeldingen                                                                       |
| Winkelcomplex met galerij                                                                                                   | Winkel                        | 1905 (hoekpand) 1909-'10 (galerij) | Y. Jelsma (nr. 31 en Hoge der A 1) P.M.A. Huurman (nrs. 19-25) Bolthuis (nr. 29) onbekend (nr. 27) | Brugstraat 19-31 Hoge der A 1                                                       | 53° 13' 0" NB, 6° 33' 37" OL  | 485459 | Meer afbeeldingen                                                                       |
| Pakhuis Libau | opslag                        | late 13e eeuw (kern) 18e eeuw (pakhuisgevel) | | Hoge der A 5                                                                        | 53° 13' 1" NB, 6° 33' 36" OL  | 18513  | Meer afbeeldingen                                                                       |
| Pakhuis Eem | Opslag                        | ca. 1330 verbouwd in de 17e eeuw, 1730 en 1839 1974 (rest.)                                                                                          | | Hoge der A 6                                                                        | 53° 13' 2" NB, 6° 33' 36" OL  | 18514  | Meer afbeeldingen                                                                       |
| De drie Vlasblommen | Woonhuis                      | 15e eeuw (kern) ca. 1660 (gevel) 1991-'94 (rest.) | | Hoge der A 7                                                                        | 53° 13' 2" NB, 6° 33' 37" OL  | 18515  | Meer afbeeldingen                                                                       |
| Pand van drie traveeën breed met kroonlijst                                                                                 | Woonhuis                      | | | Hoge der A 8                                                                        | 53° 13' 2" NB, 6° 33' 37" OL  | 18516  | Meer afbeeldingen                                                                       |
| Onderkelderd pand met eenvoudige voorgevel                                                                                  | Woonhuis                      | late 16e of vroege 17e eeuw ca. 1800 (gevel) | | Hoge der A 9                                                                        | 53° 13' 2" NB, 6° 33' 35" OL  | 18517  | Meer afbeeldingen                                                                       |
| Pand met rijk versierde gevel                                                                                               | Woonhuis                      | middeleeuwen | | Hoge der A 12                                                                       | 53° 13' 3" NB, 6° 33' 36" OL  | 18518  | Meer afbeeldingen                                                                       |
| Grijs gepleisterd pand | Opslag                        | | | Hoge der A 13                                                                       | 53° 13' 3" NB, 6° 33' 35" OL  | 18519  | Meer afbeeldingen                                                                       |
| Onderkelderd pand met omlijste ingang                                                                                       | Woonhuis                      | | | Hoge der A 14                                                                       | 53° 13' 4" NB, 6° 33' 35" OL  | 18520  | Meer afbeeldingen                                                                       |
| Batavia | Woonhuis                      | | | Hoge der A 16                                                                       | 53° 13' 4" NB, 6° 33' 34" OL  | 18521  | Meer afbeeldingen                                                                       |
| Wit en grijs gepleisterd pand met bordes                                                                                    | Woonhuis                      | 13e/14e eeuw (voorhuis) verbouwd in o.m. 1765 en 1956 1875-1900 (gevel) 2003-'05 (rest.)                                                             | | Hoge der A 17                                                                       | 53° 13' 4" NB, 6° 33' 34" OL  | 18522  | Meer afbeeldingen                                                                       |
| Onderkelderd pand onder zadeldak                                                                                            | Woonhuis                      | late 13e/vroege 14e eeuw 1375-1425 (achterhuis) verb. ca. 1500, ca. 1601, begin 17e eeuw, ca. 1800 (voorg.), 1859 (achterg.), 1876 en in de 20e eeuw | | Hoge der A 18                                                                       | 53° 13' 5" NB, 6° 33' 34" OL  | 18523  | Meer afbeeldingen                                                                       |
| Onderkelderd pand met rechte kroonlijst                                                                                     | Woonhuis                      | | | Hoge der A 19                                                                       | 53° 13' 5" NB, 6° 33' 34" OL  | 18524  | Meer afbeeldingen                                                                       |
| Onderkelderd pand met geblokte kroonlijst                                                                                   | Woonhuis                      | 18e/19e eeuw (gevel) | | Hoge der A 20                                                                       | 53° 13' 5" NB, 6° 33' 34" OL  | 18525  | Meer afbeeldingen                                                                       |
| Pakhuis London | Opslag                        | 15e eeuw (kern) 1981 (rest.) | | Hoge der A 21                                                                       | 53° 13' 5" NB, 6° 33' 33" OL  | 18526  | Meer afbeeldingen                                                                       |
| Pakhuis voorheen J.G. Adriani                                                                                               | Opslag                        | middeleeuwen (kern) 19e eeuw (gevels) 1981-'83 (rest.)                                                                                               | | Hoge der A 22                                                                       | 53° 13' 6" NB, 6° 33' 33" OL  | 18527  | Meer afbeeldingen                                                                       |
| Dubbel pakhuis | Opslag                        | middeleeuwen (kern) 19e eeuw (gevels) 1981-'83 (rest.)                                                                                               | | Hoge der A 23                                                                       | 53° 13' 6" NB, 6° 33' 33" OL  | 18528  | Meer afbeeldingen                                                                       |
| Pand met vensters in de kroonlijst                                                                                          | Woonhuis                      | | | Hoge der A 26                                                                       | 53° 13' 6" NB, 6° 33' 32" OL  | 18529  | Meer afbeeldingen                                                                       |
| Hoekpand van vijf traveeën breed                                                                                            | Woonhuis                      | 1874 | | Hoge der A 35                                                                       | 53° 13' 8" NB, 6° 33' 30" OL  | 18530  | Meer afbeeldingen                                                                       |
| Hoekpand (vml. brouwerij, met Noorderhaven 72)                                                                              | Werk-woonhuis                 | late 16e eeuw of vroege 17e eeuw midden 18e eeuw (gevel) eind 19e eeuw (verb.)                                                                       | | Hoge der A 37                                                                       | 53° 13' 8" NB, 6° 33' 29" OL  | 18531  | Meer afbeeldingen                                                                       |
| Woonhuis in eclectische bouwstijl                                                                                           | Woonhuis                      | 1878 | | Lopende Diep 12-12a-12b Derde Drift Lopende Diep 4                                  | 53° 13' 15" NB, 6° 33' 43" OL | 485848 | Woonhuis in eclectische bouwstijl                                                       |
| Garage met chauffeurswoning in de stijl van de Nieuwe Kunst                                                                 | Bijgebouwen kastelen enz.     | 1913 | P.M.A. Huurman                                                                                     | Martinikerkhof 8-8a                                                                 | 53° 13' 9" NB, 6° 34' 8" OL   | 485871 | Meer afbeeldingen                                                                       |
| Voormalig hoofdpostkantoor                                                                                                  | Overheidsgebouw               | 1909 | C.H. Peters                                                                                        | Munnekeholm 1                                                                       | 53° 12' 57" NB, 6° 33' 42" OL | 485880 | Meer afbeeldingen                                                                       |
| Herenhuis in eclectische bouwstijl                                                                                          | Woonhuis                      | ca. 1870 | | Munnekeholm 4                                                                       | 53° 12' 56" NB, 6° 33' 43" OL | 485886 | Herenhuis in eclectische bouwstijl                                                      |
| Bankgebouw in een expressionistische, aan de art-decostijl verwante bouwtrant (USVA)                                        | Handel en kantoor             | 1917-'19 1995 (rest.) | A.D.N. van Gendt J.G. van Gendt                                                                    | Munnekeholm 10                                                                      | 53° 12' 56" NB, 6° 33' 45" OL | 485895 | Meer afbeeldingen                                                                       |
| Woonhuis in ambachtelijk-traditionele bouwtrant met classicistische stijl-elementen                                         | Woonhuis                      | ca. 1850 | | Munnekeholm 12-12a                                                                  | 53° 12' 55" NB, 6° 33' 45" OL | 485901 | Meer afbeeldingen                                                                       |
| Rabbinaatshuis | Kerk en kerkonderdeel Badhuis | 1890 | A. Schram de Jong                                                                                  | Nieuwstad 30 t/m 30 17                                                              | 53° 12' 54" NB, 6° 33' 55" OL | 485955 | Meer afbeeldingen                                                                       |
| Havenkantoor in sobere eclectische bouwstijl                                                                                | Handel en kantoor             | ca. 1870 | | Noorderhaven 64-64a-64b                                                             | 53° 13' 10" NB, 6° 33' 27" OL | 485984 | Meer afbeeldingen                                                                       |
| Meubeltoonzaal met woning in Art Nouveau-stijl                                                                              | Nijverheid                    | 1906 | A.Th. van Elmpt                                                                                    | Oosterstraat 19                                                                     | 53° 13' 4" NB, 6° 34' 9" OL   | 485994 | Meer afbeeldingen                                                                       |
| Woonhuis met bakstenen lijstgevel en jongere art-deco-winkelpui                                                             | Woonhuis                      | 18e eeuw (oorspr.) ca. 1860 (gevel) 1928 (pui) | R.W. Jager (pui)                                                                                   | Oosterstraat 23-23a                                                                 | 53° 13' 3" NB, 6° 34' 10" OL  | 486002 | Meer afbeeldingen                                                                       |
| Winkelwoonhuis in eclectische stijl                                                                                         | Werk-woonhuis                 | 1885 1937 (pui) | Muller en A.Th. van Elmpt (pui)                                                                    | Oosterstraat 57-57a                                                                 | 53° 12' 59" NB, 6° 34' 13" OL | 486014 | Meer afbeeldingen                                                                       |
| Hoedenwinkel in Vernieuwingsstijl                                                                                           | Werk-woonhuis                 | ca. 1880 1909 (verb.) | A.Th. van Elmpt (1909)                                                                             | Oosterstraat 59-59a                                                                 | 53° 12' 59" NB, 6° 34' 14" OL | 486023 | Hoedenwinkel in Vernieuwingsstijl                                                       |
| Het huis met de dertien tempels                                                                                             | Woonhuis                      | 1711 (herb.) | | Oude Boteringestraat 23                                                             | 53° 13' 11" NB, 6° 33' 52" OL | 18615  | Meer afbeeldingen                                                                       |
| Geel gepleisterd pand | Woonhuis                      | late middeleeuwen eind 18e of 1e helft 19e eeuw (gevel)                                                                                              | | Oude Boteringestraat 27                                                             | 53° 13' 11" NB, 6° 33' 53" OL | 18616  | Meer afbeeldingen                                                                       |
| Eenvoudig pand met kroonlijst                                                                                               | Woonhuis                      | middeleeuwen | | Oude Boteringestraat 29                                                             | 53° 13' 11" NB, 6° 33' 51" OL | 18617  | Meer afbeeldingen                                                                       |
| Doopsgezinde kerk | Kerk en kerkonderdeel         | 1815 | | Oude Boteringestraat 33                                                             | 53° 13' 11" NB, 6° 33' 51" OL | 18618  | Meer afbeeldingen                                                                       |
| Eenvoudig pand met omlijste ingang (SRC vakanties)                                                                          | Woonhuis                      | | | Oude Boteringestraat 37                                                             | 53° 13' 12" NB, 6° 33' 52" OL | 18619  | Meer afbeeldingen                                                                       |
| Hotel De Ville | Woonhuis                      | 17e eeuw (kern) 1837 (verb.) | | Oude Boteringestraat 43                                                             | 53° 13' 12" NB, 6° 33' 50" OL | 18620  | Meer afbeeldingen                                                                       |
| Pand van vier traveeën breed                                                                                                | Woonhuis                      | late middeleeuwen (casco) late 18e eeuw (gevel) | | Oude Boteringestraat 63                                                             | 53° 13' 14" NB, 6° 33' 50" OL | 18621  | Meer afbeeldingen                                                                       |
| Eenvoudig huis met omlijste ingang (Makelaardij Groningen)                                                                  | Woonhuis                      | | | Oude Boteringestraat 65                                                             | 53° 13' 15" NB, 6° 33' 49" OL | 18622  | Meer afbeeldingen                                                                       |
| Wit pand met zadeldak (Hofman vastgoed)                                                                                     | Woonhuis                      | late middeleeuwen ca. 1800 (gevel) | | Oude Boteringestraat 67                                                             | 53° 13' 15" NB, 6° 33' 48" OL | 18623  | Meer afbeeldingen                                                                       |
| Pand met forse kroonlijst                                                                                                   | Woonhuis                      | 17e eeuw of eerder | | Oude Boteringestraat 69                                                             | 53° 13' 15" NB, 6° 33' 50" OL | 18624  | Meer afbeeldingen                                                                       |
| Wit gepleisterd hoekpand (Aequitas)                                                                                         | Woonhuis                      | middeleeuwen (kern) | | Oude Boteringestraat 71                                                             | 53° 13' 15" NB, 6° 33' 48" OL | 18625  | Meer afbeeldingen                                                                       |
| Onderkelderd hoekpand | Woonhuis                      | 15e-16e eeuw | | Hardewikerstraat 41 Oude Boteringestraat 73                                         | 53° 13' 15" NB, 6° 33' 48" OL | 18626  | Meer afbeeldingen                                                                       |
| Onderkelderd pand met omlijste ingang                                                                                       | Woonhuis                      | 13e-14e eeuw | | Oude Boteringestraat 6                                                              | 53° 13' 7" NB, 6° 33' 53" OL  | 18627  | Meer afbeeldingen                                                                       |
| Deels witgepleisterd hoekpand                                                                                               | Woonhuis                      | | | Oude Boteringestraat 8 Poststraat 2                                                 | 53° 13' 8" NB, 6° 33' 53" OL  | 18628  | Meer afbeeldingen                                                                       |
| Onderkelderd pand met rococo-lijst (Fokkido)                                                                                | Woonhuis                      | 1764 | | Oude Boteringestraat 12                                                             | 53° 13' 8" NB, 6° 33' 53" OL  | 18629  | Meer afbeeldingen                                                                       |
| Pand met geblokte kroonlijst (Xsasa)                                                                                        | Woonhuis                      | 15e eeuw (kern) | | Oude Boteringestraat 14                                                             | 53° 13' 8" NB, 6° 33' 52" OL  | 18630  | Meer afbeeldingen                                                                       |
| Calmershuis | Woonhuis                      | 1250 | | Oude Boteringestraat 24                                                             | 53° 13' 9" NB, 6° 33' 51" OL  | 18632  | Meer afbeeldingen                                                                       |
| Oude rechtbank | Gerechtsgebouw                | 1627 | | Oude Boteringestraat 36-38                                                          | 53° 13' 11" NB, 6° 33' 50" OL | 18633  | Meer afbeeldingen                                                                       |
| Woonhuis met stoep en twee stoeppalen                                                                                       | Woonhuis                      | | | Oude Boteringestraat 42                                                             | 53° 13' 12" NB, 6° 33' 49" OL | 18634  | Meer afbeeldingen                                                                       |
| Dienstwoningen van de commissaris van de koningin                                                                           | Woonhuis                      | 1791 | | Oude Boteringestraat 44                                                             | 53° 13' 12" NB, 6° 33' 49" OL | 18635  | Meer afbeeldingen                                                                       |
| Woonhuis met vensters in de kroonlijst                                                                                      | Woonhuis                      | 18e eeuw | | Oude Boteringestraat 46                                                             | 53° 13' 12" NB, 6° 33' 49" OL | 18636  | Meer afbeeldingen                                                                       |
| Woonhuis met stoep met hek                                                                                                  | Woonhuis                      | 16e eeuw (casco voorhuis mog. ouder) 17e eeuw (tussenlid) 1938 (verb.)                                                                               | | Oude Boteringestraat 50                                                             | 53° 13' 13" NB, 6° 33' 48" OL | 18637  | Meer afbeeldingen                                                                       |
| Pand van zes traveeën breed                                                                                                 | Woonhuis                      | 13e eeuw | | Oude Boteringestraat 52                                                             | 53° 13' 13" NB, 6° 33' 48" OL | 18638  | Meer afbeeldingen                                                                       |
| Hoekpand met resten van Boteringepoort                                                                                      | Woonhuis                      | middeleeuwen | | Oude Boteringestraat 72                                                             | 53° 13' 15" NB, 6° 33' 46" OL | 18639  | Meer afbeeldingen                                                                       |
| Corps de Garde | Militair wachtgebouw          | 1634 | J. Isbrants                                                                                        | Oude Boteringestraat 74                                                             | 53° 13' 16" NB, 6° 33' 46" OL | 18640  | Meer afbeeldingen                                                                       |
| Woonhuis in Art Nouveau-stijl (Land van Kokanje)                                                                            | Woonhuis                      | 1902-'03 | A.Th. van Elmpt                                                                                    | Oude Boteringestraat 9                                                              | 53° 13' 9" NB, 6° 33' 55" OL  | 486031 | Meer afbeeldingen                                                                       |
| Bankgebouw in eclectische bouwstijl met neobarok-kenmerken                                                                  | Handel en kantoor             | 1892 | A. Salm                                                                                            | Oude Boteringestraat 17 Rode Weeshuisstraat 121 t/m 125                             | 53° 13' 10" NB, 6° 33' 53" OL | 486040 | Meer afbeeldingen                                                                       |
| Herenhuis in neo-gotische bouwstijl                                                                                         | Woonhuis                      | 1896-'97 | P.M.A. Huurman                                                                                     | Oude Boteringestraat 59 t/m 59h                                                     | 53° 13' 14" NB, 6° 33' 49" OL | 486048 | Herenhuis in neo-gotische bouwstijl                                                     |
| Dubbel winkelwoonhuis in neo-maniëristische bouwstijl                                                                       | Werk-woonhuis                 | 1892 | P.M.A. Huurman                                                                                     | Oude Ebbingestraat 41 t/m 43a                                                       | 53° 13' 13" NB, 6° 34' 0" OL  | 486061 | Meer afbeeldingen                                                                       |
| Woonhuis in Art Nouveau-stijl                                                                                               | Woonhuis                      | 1904-'05 | A.Th. van Elmpt                                                                                    | Oude Ebbingestraat 45                                                               | 53° 13' 14" NB, 6° 33' 60" OL | 486071 | Meer afbeeldingen                                                                       |
| Winkelpand met jongere gevel in neo-Renaissance stijl                                                                       | Werk-woonhuis                 | 1900 (gevel) | G. Nijhuis                                                                                         | Oude Ebbingestraat 54-54a                                                           | 53° 13' 14" NB, 6° 33' 59" OL | 486093 | Meer afbeeldingen                                                                       |
| Winkelwoningcomplex met gevel in Art Nouveau-stijl                                                                          | Werk-woonhuis                 | 1905 | G. Gisius                                                                                          | Oude Ebbingestraat 49 t/m 53a                                                       | 53° 13' 15" NB, 6° 33' 56" OL | 486077 | Meer afbeeldingen                                                                       |
| Winkelpand in neo-gotische stijl                                                                                            | Winkel                        | 1896 | A.Th. van Elmpt                                                                                    | Oude Kijk in 't Jatstraat 15 t/m 19                                                 | 53° 13' 8" NB, 6° 33' 47" OL  | 486108 | Meer afbeeldingen                                                                       |
| Woonhuis met jongere winkelpui                                                                                              | Winkel                        | ca. 1880 (verb. van ouder pand) 1895 (pui) | | Oude Kijk in 't Jatstraat 10-10a                                                    | 53° 13' 7" NB, 6° 33' 45" OL  | 486114 | Meer afbeeldingen                                                                       |
| Dubbel winkelwoonhuis in neo-renaissancestijl                                                                               | Winkel                        | 1893 | | Oude Kijk in 't Jatstraat 38 t/m 38 16                                              | 53° 13' 11" NB, 6° 33' 42" OL | 486122 | Dubbel winkelwoonhuis in neo-renaissancestijl                                           |
| Woonhuis met jongere winkelpui in Art Nouveau-stijl                                                                         | Werk-woonhuis                 | 18e eeuw (oorspr.) 1906 (verb.) | K. en G. Hoekzema (1906)                                                                           | Oude Kijk in 't Jatstraat 42                                                        | 53° 13' 11" NB, 6° 33' 41" OL | 486134 | Woonhuis met jongere winkelpui in Art Nouveau-stijl                                     |
| Bankgebouw in Berlagiaanse stijl (vm. Julius Oppenheimbank)                                                                 | Handel en kantoor             | 1905 1910 (uitbr.) | A.J. Sanders A.Th. van Elmpt (1910)                                                                | Pelsterstraat 44 Kleine Pelsterstraat 9                                             | 53° 12' 57" NB, 6° 34' 2" OL  | 486141 | Meer afbeeldingen                                                                       |
| Winkel met bovenwoning in eclectische bouwstijl                                                                             | Werk-woonhuis                 | 1890 | | Poelestraat 11                                                                      | 53° 13' 6" NB, 6° 34' 11" OL  | 486150 | Winkel met bovenwoning in eclectische bouwstijl                                         |
| Woonhuis met jongere winkelpui in neoclassicistische stijl                                                                  | Werk-woonhuis                 | 16e eeuw (oorspr.) 1885 (verb.) | | Poelestraat 17-17a                                                                  | 53° 13' 6" NB, 6° 34' 12" OL  | 486156 | Woonhuis met jongere winkelpui in neoclassicistische stijl                              |
| Pakhuis in rijk uitgedoste eclectische bouwstijl                                                                            | Opslag                        | 1898 | | Poelestraat 55                                                                      | 53° 13' 6" NB, 6° 34' 20" OL  | 486163 | Meer afbeeldingen                                                                       |
| Hotel in Nieuw-Zakelijke bouwstijl (Vm. Hotel Hoffman)                                                                      | Horeca                        | 1935 | A.J. Feberwee                                                                                      | Poelestraat 12                                                                      | 53° 13' 6" NB, 6° 34' 10" OL  | 486170 | Meer afbeeldingen                                                                       |
| Herenhuis in rijk versierde eclectische bouwstijl                                                                           | Woonhuis                      | 1891 | J.P. Hazeu                                                                                         | Praediniussingel 1                                                                  | 53° 12' 49" NB, 6° 33' 42" OL | 486246 | Meer afbeeldingen                                                                       |
| Herenhuis in karakteristieke eclectische bouwstijl                                                                          | Woonhuis                      | 1891 | | Praediniussingel 3a1 t/m 3d1                                                        | 53° 12' 49" NB, 6° 33' 42" OL | 486252 | Meer afbeeldingen                                                                       |
| Herenhuis in eclectische bouwstijl                                                                                          | Woonhuis                      | 1896 | P. Belgraver                                                                                       | Praediniussingel 5a1 t/m 5d2                                                        | 53° 12' 49" NB, 6° 33' 41" OL | 486259 | Meer afbeeldingen                                                                       |
| Herenhuis in eclectische bouwstijl met elementen van de neo-Renaissance                                                     | Woonhuis                      | 1896 | | Praediniussingel 17                                                                 | 53° 12' 50" NB, 6° 33' 39" OL | 486265 | Meer afbeeldingen                                                                       |
| Siervaas | Straatmeubilair               | ca. 1885 | n.v.t.                                                                                             | t.o. Ubbo Emmiussingel 19                                                           | 53° 12' 47" NB, 6° 34' 3" OL  | 486272 | Siervaas                                                                                |
| Herenhuis in neo-renaissancestijl                                                                                           | Woonhuis                      | 1898 | P. Belgraver                                                                                       | Praediniussingel 35                                                                 | 53° 12' 51" NB, 6° 33' 37" OL | 486278 | Meer afbeeldingen                                                                       |
| Voormalig Groninger Museum Voormalig Natuurmuseum                                                                           | Welzijn, kunst en cultuur     | 1894 (1e fase) 1907 (2e fase) 1995 (rest.) | C.H. Peters (ook 1907)                                                                             | Praediniussingel 59                                                                 | 53° 12' 54" NB, 6° 33' 35" OL | 486286 | Meer afbeeldingen                                                                       |
| Herenhuis in eclectische bouwtrant                                                                                          | Woonhuis                      | 1899-1900 | P. Belgraver                                                                                       | Radesingel 13                                                                       | 53° 12' 52" NB, 6° 34' 26" OL | 486292 | Herenhuis in eclectische bouwtrant                                                      |
| Pastorie Sint Jozefkerk | Kerkelijke dienstwoning       | 1886-'87 | P.J.H. Cuypers                                                                                     | Radesingel 4                                                                        | 53° 12' 53" NB, 6° 34' 23" OL | 486300 | Pastorie Sint Jozefkerk                                                                 |
| Woonhuis in eclectische bouwstijl                                                                                           | Woonhuis                      | 16e of 17e eeuw (oorspr.) 1860 (verb.) | | Schoolstraat 2a1 t/m 6                                                              | 53° 13' 7" NB, 6° 34' 16" OL  | 486313 | Meer afbeeldingen                                                                       |
| Dubbel herenhuis in ecletische bouwstijl                                                                                    | Woonhuis                      | ca. 1845 | | Schuitendiep 47-49 Gedempte Kattendiep 37                                           | 53° 13' 2" NB, 6° 34' 24" OL  | 486320 | Meer afbeeldingen                                                                       |
| Herenhuis in eclectische bouwstijl                                                                                          | Woonhuis                      | ca. 1870 | | Sint Jansstraat 5                                                                   | 53° 13' 10" NB, 6° 34' 14" OL | 486342 | Meer afbeeldingen                                                                       |
| Voormalig hotel | Horeca                        | 1882 | W. van der Heide                                                                                   | Stationsstraat 7                                                                    | 53° 12' 51" NB, 6° 33' 45" OL | 486348 | Voormalig hotel                                                                         |
| Herenhuis in rijk versierde eclectische bouwstijl                                                                           | Woonhuis                      | 1882 | W. van der Heide                                                                                   | Stationsstraat 9-9b                                                                 | 53° 12' 51" NB, 6° 33' 45" OL | 486357 | Herenhuis in rijk versierde eclectische bouwstijl                                       |
| Herenhuis in rijk versierde eclectische bouwstijl                                                                           | Woonhuis                      | 1881 | | Stationsstraat 11                                                                   | 53° 12' 50" NB, 6° 33' 44" OL | 486371 | Meer afbeeldingen                                                                       |
| Herenhuis in rijk versierde eclectische bouwstijl met neoclassicistische stijlkenmerken                                     | Woonhuis                      | 1884 | W. van der Heide                                                                                   | Stationsstraat 6                                                                    | 53° 12' 51" NB, 6° 33' 47" OL | 486377 | Herenhuis in rijk versierde eclectische bouwstijl met neoclassicistische stijlkenmerken |
| Zuiderkerk | Kerk en kerkonderdeel         | 1900-1901 | T. Kuipers Y. van der Veen                                                                         | Stationsstraat 12a1 t/m 12d7                                                        | 53° 12' 51" NB, 6° 33' 46" OL | 486384 | Meer afbeeldingen                                                                       |
| Kantoorgebouw in verstrakte Amsterdamse School-stijl                                                                        | Handel en kantoor             | 1936 | D. Smit Jr.                                                                                        | Steentilstraat 19                                                                   | 53° 12' 58" NB, 6° 34' 21" OL | 486390 | Kantoorgebouw in verstrakte Amsterdamse School-stijl                                    |
| Kledingatelier met kantoren en magazijn                                                                                     | Nijverheid                    | 1908 | K. Bolhuis                                                                                         | Steentilstraat 21                                                                   | 53° 12' 58" NB, 6° 34' 21" OL | 486397 | Kledingatelier met kantoren en magazijn                                                 |
| Woonhuis met jongere winkelpui                                                                                              | Werk-woonhuis                 | 17e/18e eeuw ca. 1870 (verb.) | | Steentilstraat 25                                                                   | 53° 12' 59" NB, 6° 34' 21" OL | 486403 | Woonhuis met jongere winkelpui                                                          |
| Winkelpand met magazijn | Winkel                        | 1931 | Teunis Wilschut                                                                                    | Steentilstraat 2                                                                    | 53° 12' 58" NB, 6° 34' 17" OL | 486415 | Meer afbeeldingen                                                                       |
| Trompbrug | Brug                          | in of kort na 1879 1996 (vernieuwd) | | Trompsingel/Veemarktstraat-Trompstraat                                              | 53° 12' 54" NB, 6° 34' 32" OL | 486425 | Meer afbeeldingen                                                                       |
| Bankgebouw in Art Nouveau-stijl met conciergewoning                                                                         | Handel en kantoor             | 1905 | A.Th. van Elmpt                                                                                    | Turfsingel 3-3a-3b                                                                  | 53° 13' 19" NB, 6° 33' 58" OL | 486431 | Bankgebouw in Art Nouveau-stijl met conciergewoning                                     |
| Bedrijfspand met bovenwoning in eclectische bouwstijl                                                                       | Woonhuis                      | 1880 | | Turfsingel 47                                                                       | 53° 13' 16" NB, 6° 34' 12" OL | 486441 | Meer afbeeldingen                                                                       |
| Woonhuis in eclectische bouwstijl                                                                                           | Woonhuis                      | ca. 1880 | | Turfsingel 51                                                                       | 53° 13' 16" NB, 6° 34' 13" OL | 486448 | Meer afbeeldingen                                                                       |
| Woonhuis met monumentale lijstgevel en jongere winkelpui in een eclectische bouwstijl                                       | Woonhuis                      | 17e eeuw ca. 1850 (pui) | | Lutkenieuwstraat 33 Turftorenstraat 26                                              | 53° 13' 5" NB, 6° 33' 39" OL  | 486495 | Meer afbeeldingen                                                                       |
| Herenhuis in neoclassicistische bouwstijl                                                                                   | Woonhuis                      | 1884 | | Ubbo Emmiussingel 17                                                                | 53° 12' 47" NB, 6° 34' 3" OL  | 486504 | Herenhuis in neoclassicistische bouwstijl                                               |
| Dubbel herenhuis in de bouwstijl van het Neo-maniërisme                                                                     | Woonhuis                      | 1883 | G. Schnitger                                                                                       | Ubbo Emmiussingel 19-21                                                             | 53° 12' 47" NB, 6° 34' 2" OL  | 486511 | Meer afbeeldingen                                                                       |
| Herenhuis in rijk versierde eclectische bouwstijl                                                                           | Woonhuis                      | 1885 | | Ubbo Emmiussingel 23                                                                | 53° 12' 47" NB, 6° 34' 1" OL  | 486521 | Herenhuis in rijk versierde eclectische bouwstijl                                       |
| Herenhuis in neo-Empire bouwstijl                                                                                           | Woonhuis                      | 1886 | | Ubbo Emmiussingel 27                                                                | 53° 12' 48" NB, 6° 33' 60" OL | 486529 | Herenhuis in neo-Empire bouwstijl                                                       |
| Groep van vier herenhuizen in rijk versierde eclectische bouwstijl                                                          | Woonhuis                      | 1887 | N.W. Lit                                                                                           | Ubbo Emmiussingel 29-31-33-35                                                       | 53° 12' 47" NB, 6° 33' 59" OL | 486537 | Meer afbeeldingen                                                                       |
| Herenhuis in eclectische bouwstijl met geheel gestucte lijstgevel                                                           | Woonhuis                      | 1886 | | Ubbo Emmiussingel 37-37a                                                            | 53° 12' 47" NB, 6° 33' 58" OL | 486561 | Herenhuis in eclectische bouwstijl met geheel gestucte lijstgevel                       |
| Herenhuis in eclectische bouwstijl                                                                                          | Woonhuis                      | 1887-'88 | H.J. Dopheide                                                                                      | Ubbo Emmiussingel 41 Ubbo Emmiusstraat 34-34a                                       | 53° 12' 47" NB, 6° 33' 57" OL | 486568 | Meer afbeeldingen                                                                       |
| Herenhuis met tuinhuis, met gevel in eclectische bouwstijl met classicistische elementen en decoraties in Art-Nouveau-stijl | Woonhuis                      | 1882/1902 | P. van de Wint                                                                                     | Ubbo Emmiussingel 51                                                                | 53° 12' 47" NB, 6° 33' 54" OL | 486577 | Meer afbeeldingen                                                                       |
| Herenhuis in rijk versierde eclectische bouwstijl                                                                           | Woonhuis                      | 1888 | K. en H. Hoekzema                                                                                  | Ubbo Emmiussingel 55                                                                | 53° 12' 47" NB, 6° 33' 53" OL | 486583 | Herenhuis in rijk versierde eclectische bouwstijl                                       |
| Hof van Weena | Woonhuis                      | 1890 | | Ubbo Emmiussingel 57                                                                | 53° 12' 47" NB, 6° 33' 52" OL | 486589 | Meer afbeeldingen                                                                       |
| Herenhuis in rijk versierde, eclectische bouwstijl                                                                          | Woonhuis                      | 1885 | | Ubbo Emmiussingel 59-59a                                                            | 53° 12' 47" NB, 6° 33' 52" OL | 486597 | Herenhuis in rijk versierde, eclectische bouwstijl                                      |
| Villa in karakteristieke eclectische bouwstijl                                                                              | Woonhuis                      | 1881 | G. Schnitger                                                                                       | Ubbo Emmiussingel 2                                                                 | 53° 12' 46" NB, 6° 34' 8" OL  | 486615 | Meer afbeeldingen                                                                       |
| Villa Heymans | Woonhuis                      | 1894 | H.P. Berlage                                                                                       | Ubbo Emmiussingel 108                                                               | 53° 12' 45" NB, 6° 33' 52" OL | 486621 | Meer afbeeldingen                                                                       |
| Huize Tavenier | Woonhuis                      | 1904 | A.Th. van Elmpt                                                                                    | Ubbo Emmiussingel 110                                                               | 53° 12' 45" NB, 6° 33' 49" OL | 486627 | Meer afbeeldingen                                                                       |
| Winkelhuis in classicistische bouwstijl                                                                                     | Werk-woonhuis                 | verm. 17e eeuw 1840 (gevel) | | Vismarkt 6 (Koude Gat)                                                              | 53° 13' 3" NB, 6° 33' 60" OL  | 486633 | Winkelhuis in classicistische bouwstijl                                                 |
| Woonhuis in laat-eclectische bouwstijl                                                                                      | Woonhuis                      | 1897 (fundering ouder) 1999 (verb.) | | Vismarkt 20-20a                                                                     | 53° 13' 2" NB, 6° 33' 57" OL  | 486641 | Woonhuis in laat-eclectische bouwstijl                                                  |
| Winkelmagazijn met bovenwoning                                                                                              | Hoedenmagazijn                | 1897 | P.M.A. Huurman                                                                                     | Vismarkt 20-20a                                                                     | 53° 13' 2" NB, 6° 33' 57" OL  | 486649 | Winkelmagazijn met bovenwoning                                                          |
| Woonhuis in eclectische bouwstijl                                                                                           | Woonhuis                      | ca. 1870 1904 (verb.) | | Vismarkt 26-26a                                                                     | 53° 13' 2" NB, 6° 33' 56" OL  | 486656 | Woonhuis in eclectische bouwstijl                                                       |
| Expeditiekantoor met bovenwoning                                                                                            | Werk-woonhuis                 | 1911-'12 | P.M.A. Huurman                                                                                     | Vismarkt 34-34a                                                                     | 53° 13' 2" NB, 6° 33' 55" OL  | 486664 | Meer afbeeldingen                                                                       |
| Bankgebouw | Handel en kantoor             | 1923-'24 | Kuiler & Drewes                                                                                    | Vismarkt 54-54a                                                                     | 53° 13' 0" NB, 6° 33' 51" OL  | 486673 | Meer afbeeldingen                                                                       |
| Woonhuis met jongere Art Nouveau-winkelpui                                                                                  | Werk-woonhuis                 | 1870 1913 (pui) | | Zwanestraat 9-9a                                                                    | 53° 13' 7" NB, 6° 33' 53" OL  | 486713 | Woonhuis met jongere Art Nouveau-winkelpui                                              |
| Dubbele villa in late eclectische bouwstijl                                                                                 | Woonhuis                      | 1901 | | Emmaplein 4-5                                                                       | 53° 12' 45" NB, 6° 33' 46" OL | 486722 | Meer afbeeldingen                                                                       |
| Dubbele villa in eclectische bouwstijl                                                                                      | Woonhuis                      | 1882 | | Hereplein 6-6a-7                                                                    | 53° 12' 46" NB, 6° 34' 9" OL  | 486732 | Meer afbeeldingen                                                                       |
| Villa in karakteristieke rijk versierde eclectische bouwstijl met stijlkenmerken van de neo-Renaissance (Rottinghuis)       | Woonhuis                      | 1888 | P.M.A. Huurman                                                                                     | Hereplein 8-9-10-11-11a                                                             | 53° 12' 47" NB, 6° 34' 13" OL | 486741 | Meer afbeeldingen                                                                       |
| Winkelwoonhuis in Neo-Renaissance stijl                                                                                     | Werk-woonhuis                 | 1890 (verb.) | P.M.A. Huurman (1890)                                                                              | Carolieweg 23                                                                       | 53° 12' 58" NB, 6° 34' 12" OL | 486822 | Winkelwoonhuis in Neo-Renaissance stijl                                                 |
| Villa in eclectische bouwstijl met kenmerken van de Neo-Italiaanse Renaissance                                              | Woonhuis                      | 1895 | J.P. Hazeu                                                                                         | Ubbo Emmiussingel 112                                                               | 53° 12' 46" NB, 6° 33' 47" OL | 486835 | Villa in eclectische bouwstijl met kenmerken van de Neo-Italiaanse Renaissance          |
| Herenhuis in neoclassicistische bouwstijl                                                                                   | Woonhuis                      | 1885 | | Ubbo Emmiussingel 25                                                                | 53° 12' 48" NB, 6° 34' 0" OL  | 486842 | Meer afbeeldingen                                                                       |
| Herenhuis in de bouwstijl van de neo-Renaissance                                                                            | Woonhuis                      | 1885 | | Ubbo Emmiussingel 65                                                                | 53° 12' 47" NB, 6° 33' 50" OL | 486851 | Herenhuis in de bouwstijl van de neo-Renaissance                                        |
| Herenhuis in eclectische bouwstijl met neoclassicistische kenmerken                                                         | Woonhuis                      | 1885 | | Ubbo Emmiussingel 75                                                                | 53° 12' 48" NB, 6° 33' 49" OL | 486859 | Herenhuis in eclectische bouwstijl met neoclassicistische kenmerken                     |
| Herenhuis in late eclectische bouwstijl met elementen van de vernieuwingsarchitectuur                                       | Woonhuis                      | 1901-'02 | K. en G. Hoekzema                                                                                  | Ubbo Emmiussingel 79                                                                | 53° 12' 48" NB, 6° 33' 48" OL | 486867 | Meer afbeeldingen                                                                       |
| Herenhuis in eclectische bouwstijl                                                                                          | Woonhuis                      | 1892 | | Ubbo Emmiussingel 53                                                                | 53° 12' 47" NB, 6° 33' 53" OL | 486874 | Herenhuis in eclectische bouwstijl                                                      |
| Herenhuis in eclectische bouwstijl                                                                                          | Woonhuis                      | 1886-'87 | | Ubbo Emmiusstraat 32                                                                | 53° 12' 48" NB, 6° 33' 57" OL | 486882 | Herenhuis in eclectische bouwstijl                                                      |
| Herenhuis in eclectische bouwstijl                                                                                          | Woonhuis                      | 1896 | P. Belgraver                                                                                       | Praediniussingel 7                                                                  | 53° 12' 50" NB, 6° 33' 41" OL | 486911 | Meer afbeeldingen                                                                       |
| Herenhuis in eclectische bouwstijl met kenmerken van de neo-renaissancestijl                                                | Woonhuis                      | 1896 | | Praediniussingel 19                                                                 | 53° 12' 50" NB, 6° 33' 39" OL | 486917 | Meer afbeeldingen                                                                       |
| Herenhuis in neo-renaissancestijl                                                                                           | Woonhuis                      | 1898 | P. Belgraver                                                                                       | Praediniussingel 37                                                                 | 53° 12' 51" NB, 6° 33' 37" OL | 486925 | Meer afbeeldingen                                                                       |
| Herenhuis in eclectische bouwstijl                                                                                          | Woonhuis                      | 1887-'88 | H.J. Dopheide                                                                                      | Ubbo Emmiusstraat 34-34a Ubbo Emmiussingel 41                                       | 53° 12' 47" NB, 6° 33' 57" OL | 486933 | Meer afbeeldingen                                                                       |
| Herenhuis in neo-renaissancestijl                                                                                           | Woonhuis                      | 1885 | | Ubbo Emmiussingel 67                                                                | 53° 12' 47" NB, 6° 33' 50" OL | 486939 | Herenhuis in neo-renaissancestijl                                                       |
| Herenhuis in neo-renaissancestijl                                                                                           | Woonhuis                      | 1885 | | Ubbo Emmiussingel 69                                                                | 53° 12' 48" NB, 6° 33' 50" OL | 486946 | Herenhuis in neo-renaissancestijl                                                       |
| Herenhuis in eclectische bouwstijl                                                                                          | Woonhuis                      | 1899-1900 | P. Belgraver                                                                                       | Radesingel 15                                                                       | 53° 12' 53" NB, 6° 34' 26" OL | 486954 | Herenhuis in eclectische bouwstijl                                                      |